# Fernsehturm St. Chrischona
Der Fernsehturm St. Chrischona, auch Sendeanlage St. Chrischona, ist ein 250 Meter hoher Fernsehturm der Betreibergesellschaft Swisscom in der Gemeinde Bettingen nordöstlich von Basel. Der topographisch günstige Standort auf dem namensgebenden Basler Hausberg St. Chrischona macht den Turm zum wichtigsten Baustein in der Sendeversorgung der Nordwestschweiz. Bereits seit Mitte der 1950er Jahre wird der Standort für Sendeanlagen genutzt.
Der weithin sichtbare Turm mit seiner markanten Dreibeinkonstruktion und einem Schaft mit polygonalem Grundriss wurde von 1980 bis 1983 errichtet und ist das höchste freistehende Bauwerk der Schweiz und das zweithöchste Bauwerk nach der Staumauer Grande Dixence. Im Jahr der Inbetriebnahme 1984 galt er aufgrund vieler technischer Sonderlösungen als der modernste Fernsehturm Europas. Neben dem regulären Sendebetrieb für Funk und Fernsehen dient er auch als Wasserturm und verfügt über Messinstrumente beispielsweise für Wetterdienste. Abgesehen von Sonderanlässen ist der Sendeturm grundsätzlich für die Öffentlichkeit nicht zugänglich.

## Geschichte

### Vorgängersendeanlagen
St. Chrischona war bereits seit dem 23. April 1954 Standort eines Sendeturms der damals das Schweizer Fernsehprogramm übertrug und es in der Region Basel einführte. Damit gehört der Sendestandort St. Chrischona zusammen mit dem Standort Uetliberg (seit 1953) und dem Standort Bern-Bantiger (seit 1954) zu den drei ältesten Standorten für Fernseh- und UKW-Ausstrahlung in der Schweiz.
Dieser erste 30 Meter hohe Stahlgittermast hatte nur zwei Antennen und war experimenteller Natur; er strahlte tageweise für wenige Stunden das Programm aus. Im Jahr 1954 gab es im Raum Basel 76 Fernsehgeräte. 1956 wurden die ersten Sendungen des Radio DRS über die UKW-Sendestation verbreitet. Die Sendeapparatur war damals in einem Holzhäuschen am Fusse des Sendemastes untergebracht. Bereits nach wenigen Jahren machten neue Kommunikationsbedürfnisse eine Erweiterung der Anlage notwendig. Dieser erste Sendemast war bis zum 28. Dezember 1959 in Betrieb.

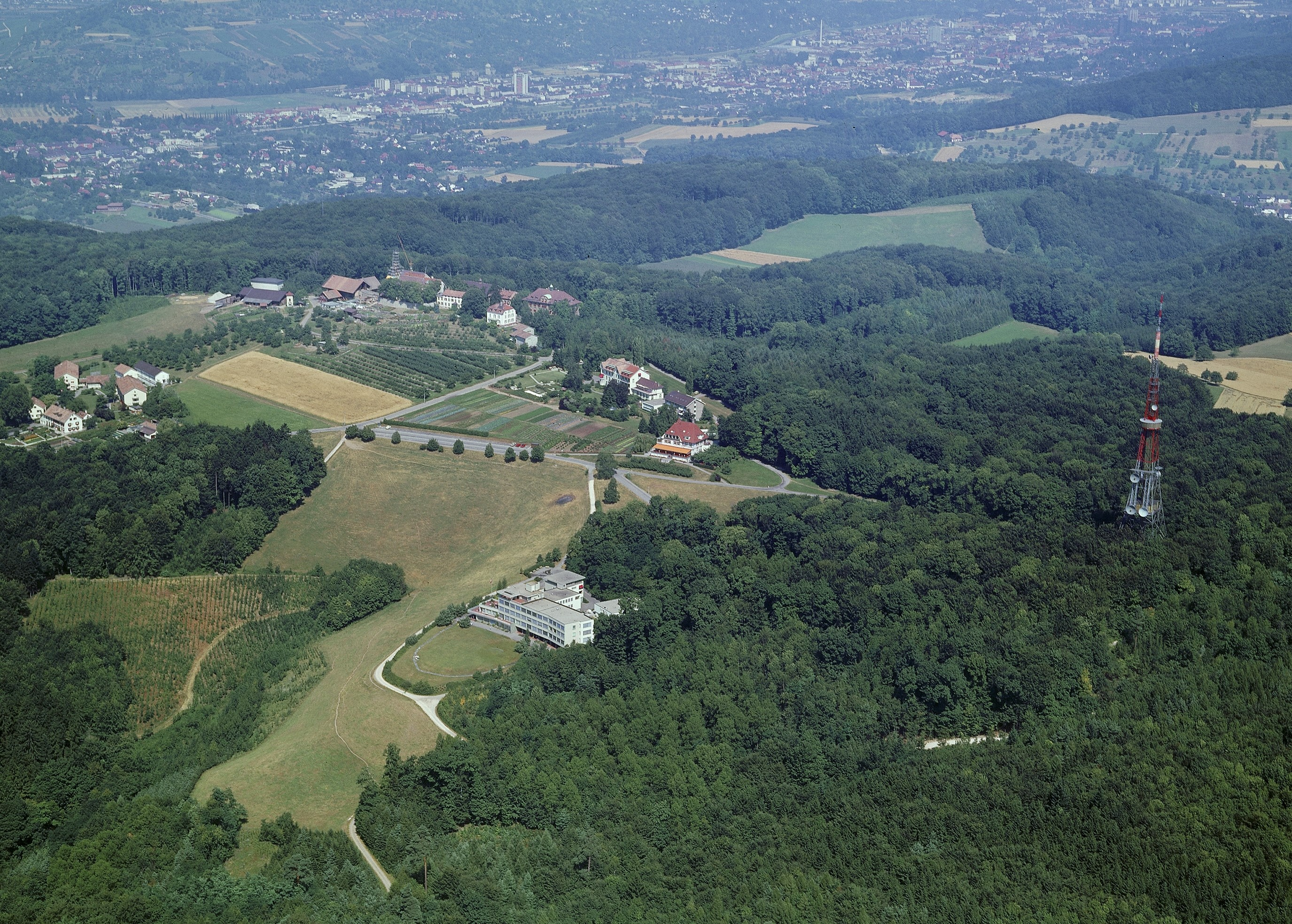
Luftbild von St. Chrischona und dem alten Sendemast (rechts), 1976

Ab dem 29. Juni 1961 diente als Sendeturm auf St. Chrischona ein 136 Meter hoher gebrauchter Stahlfunkturm (Lage) als Antennenmast. Es handelte sich um einen in Beromünster abgebauten und in St. Chrischona wieder aufgebauten Turm. Er trug zuvor zusammen mit dem Reservesendeturm Beromünster eine T-Antenne, welche vormals für den Landessender Beromünster auf Mittelwelle sendete. Seit 1968 strahlte der Sender nach dem Farbfernsehsystem PAL aus.

### Projektierung
Weil der alte Beromünster-Turm die Bedürfnisse nicht mehr decken konnte, lobte die PTT als Vorläufergesellschaft der Schweizer Post und der Swisscom in den Jahren 1973/1974 einen Architekturwettbewerb für einen Fernsehturm aus, der die Region mit drei Fernseh- und zwei UKW-Programmen versorgen sollte. Gleichzeitig wurde die Frage erörtert, ob der Turm zusätzlich ein Wasserreservoir aufnehmen und als Turmrestaurant mit öffentlicher Besucherplattform dienen sollte.
Fünf Projektgruppen legten ihre Modelle vor. Den Zuschlag erhielt das Basler Büro Aegerter & Bosshardt, dessen Entwurf von dem sonst üblichen „Röhrenschema“ abwich und einen hexagonalen Querschnitt vorsah. Es war – ohne die technischen Installationen – mit damals veranschlagten 15,2 Mio. Schweizer Franken das billigste. Auf der mittleren Höhe des Turmkorbs auf 94 m waren ein französisches Restaurant und ein Selbstbedienungsrestaurant für je 200 Personen geplant. Für das Publikum sollte eine zusätzliche Aussichtsplattform auf 145 m Höhe errichtet werden. Die einzelnen Räumlichkeiten hätten auf verschiedene Turmkörbe verteilt werden sollen. Eine solche Lösung hätte den Turmschaft um 14 Meter erhöht.
Die für den Turmbau Verantwortlichen entschieden bereits damals, bewusst auf den öffentlichen Publikumsverkehr zu verzichten. Die Jury begründete das damals so:

„Das Preisgericht kommt […] zum Schluss, dass eine zusätzliche Belastung durch eine Publikumsattraktion wie Aussichtsterrasse oder gar Restaurant dem Sinn und Zweck einer Erholungslandschaft widerspricht. So sollen Autos möglichst ferngehalten und Menschenansammlungen vermieden werden. Eine Vermischung der rein technischen Anlage mit Publikum bringt betriebliche Nachteile. Diese Überlegungen bedingen den Verzicht auf den Einbau eines Restaurants und einer öffentlichen Aussichtsterrasse […]“

Um private Empfangsantennen nicht neu ausrichten zu müssen oder neue Richtstrahl-Gegenstationen einzurichten, wurde die Beibehaltung des Standortes entschieden, so dass nur 85 Meter nordwestlich des alten provisorischen Turms der neue platziert wurde.
Neben der Nutzung als Sendeturm wurde der Fernsehturm St. Chrischona schon seit 1972 auch als Wasserturm projektiert. Die Notwendigkeit entstand aus der Mangelversorgung der Gemeinde St. Chrischona, deren Versorgung bis zur Errichtung des Fernsehturms durch einen Wassertank im 21 Meter hohen Kirchturm der Reformierten Chrischonakirche gewährleistet wurde. Die dort verfügbare Kapazität von 38 Kubikmeter des Wasserreservoirs reichte allerdings nur unzureichend aus, um den gestiegenen Bedarf der Bewohner und der Rehabilitationsklinik des Bürgerspitals Basel nach Trinkwasser zu befriedigen. Gleichzeitig sollte auch der Brandschutz im Gebiet St. Chrischona verbessert werden. Aus diesem Grund beschloss der Grosse Rat des Kantons Basel-Stadt Anfang der 1980er Jahre, insgesamt 1,43 Mio. Franken zu Lasten des Anlagekapitals der Industriellen Werke Basel als Kredit zu bewilligen.

### Bau des Fernsehturms St. Chrischona (1980–1983)
Bei Sondierungsgrabungen im Jahr 1979 für das Fundament wurde ein Fragment eines Mammutstosszahns freigelegt. Nachdem im selben Jahr der PTT-Verwaltungsrat den Baukredit in Höhe von 27,3 Mio. Franken bewilligt hatte, konnte nach Vorliegen der Baugenehmigung im Juli 1980 mit den Arbeiten begonnen werden.
Für die Gründung des Fundaments in 17 Meter Tiefe wurden Böschungen im 60-Grad-Winkel ausgehoben, die durch eine Abdeckung aus Spritzbeton geschützt wurden. Zusätzlich war eine Unterpallung – wie eine Unterfütterung zwischen dem Erdboden und der Sohlenkonstruktion genannt wird – mit Verankerungen in der Erde für die drei Fundamente notwendig. Die Konstruktion des Sockelbaus selbst war konventioneller Natur.

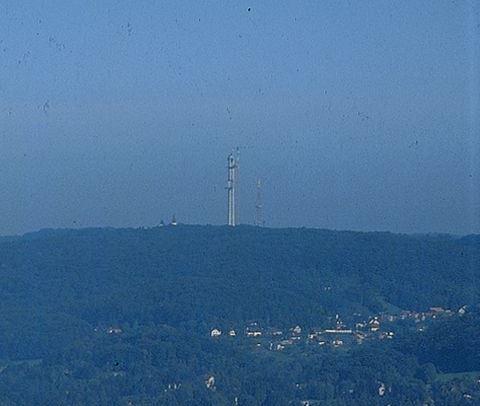
Baufortschritt im Februar 1983

Eine bautechnische Herausforderung stellten aber die drei sich neigenden Stützpfeiler dar. Das Zusammentreffen der senkrechten Stäbe der mittleren Säule mit den Stäben der Stützpfeiler sowie der waagerechten Spannleiste erforderte ein sehr präzises Vorgehen. Für die Konstruktion der Stützpfeiler verwendete man ein auskragendes Gerüst, das in acht Segmente zu je 2,90 Meter Höhe aufgeteilt war. Um die Bauzeit zu verkürzen, wurden der Schaft und die drei Stützpfeiler gleichzeitig errichtet. Im November 1981 erfolgte ihr Zusammenschluss. Der Turmschaft wurde über eine mechanisch mitwachsende Betonschalung hochgezogen. Insgesamt 51 Anhübe von 2,90 Meter bis 3,05 Meter waren notwendig, um den gesamten Schaft zu betonieren. Für die Errichtung des Schaftes brauchte eine Baumannschaft aus zehn bis zwölf Arbeitern etwa ein Jahr.
Der Bau des Turmschaftes, der mit einer Kletterschalung errichtet wurde, dauerte bis zum Dezember 1983. Die Tragwerksplanung übernahm die Basler Firma Aegerter & Bosshardt. Für den architektonischen Entwurf war das Büro Vischer und Weber verantwortlich. Für die Bauarbeiten formierte sich ein Konsortium aus den Firmen Stamm AG, Stehlin + Vischer AG, Ed. Züblin + Cie AG und der BBG Basler Baugenossenschaft. Das Betonbauwerk wurde ebenso wie der Rohrmast für die Antennen mit einem mitwachsenden Kletterkran (Richier-Weitz GT 1184) realisiert.
Die technischen Installationen waren von Januar 1983 bis Juli 1984 vollzogen, so dass am 2. August 1984 der Turm in Betrieb genommen werden konnte und er damit den ausgedienten Stahlfunkturm von 1962 ersetzte. Die Baukosten beliefen sich insgesamt auf rund 50 Mio. Franken.

### Seit der Inbetriebnahme 1984

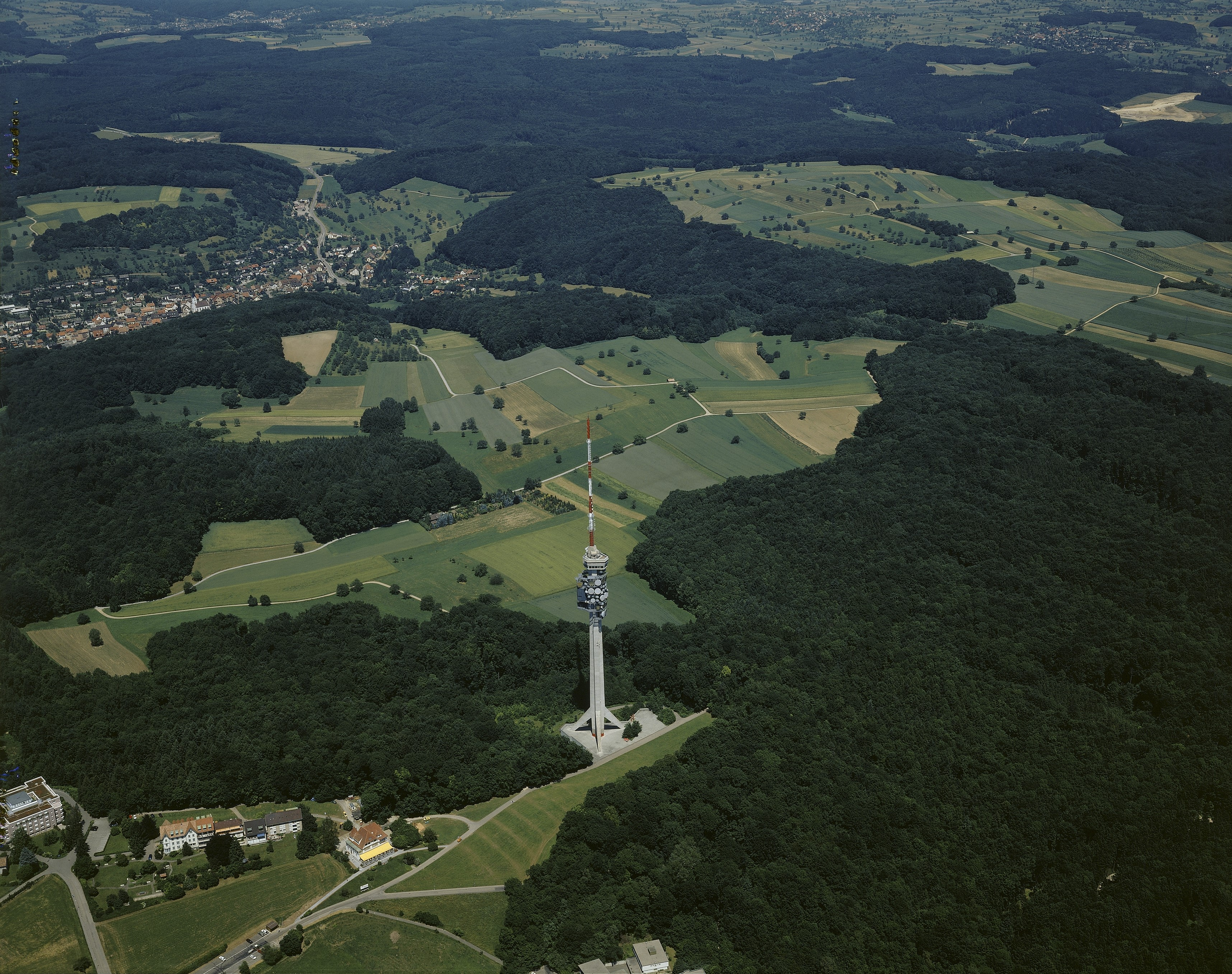
Luftbild des Fernsehturm St. Chrischona (1996)

Nach der Inbetriebnahme des neuen Fernsehturms – damals offiziell als Mehrzweckanlage St. Chrischona bezeichnet – wurde am 16. September 1985 mit dem zweiwöchigen Abbruch des 136 m hohen Stahlfunkturms begonnen. Das Bauwerk ist mit 250 Meter Höhe bis heute (2025) der höchste Fernsehturm der Schweiz. Er strahlte seit dem 29. August 1984 aufgrund eines Abkommens zwischen dem deutschen Bundespostministerium und der Schweizer Postverwaltung auch das 1. und 3. Rundfunkprogramm des damaligen Südwestfunks (SWF) aus, um die Versorgungslücke in der Region Hochrhein zu schliessen. Mittlerweile sendet der Turm alle vier Programme des Südwestrundfunks, des Nachfolgers des SWF. Aufgrund vieler technischer Speziallösungen galt der Sendeturm zur Zeit seiner Inbetriebnahme als modernster Europas.
Im Jahr 1996 wurden Instandsetzungsarbeiten an den Stahlterrassen-Ankerplatten des Turms durchgeführt. Im Jahr 2006 wurde der Fernsehturm St. Chrischona auf die Ausstrahlung des digitalen Fernsehens umgerüstet und die Abstrahlung der analogen Programme am 26. November 2007 eingestellt.

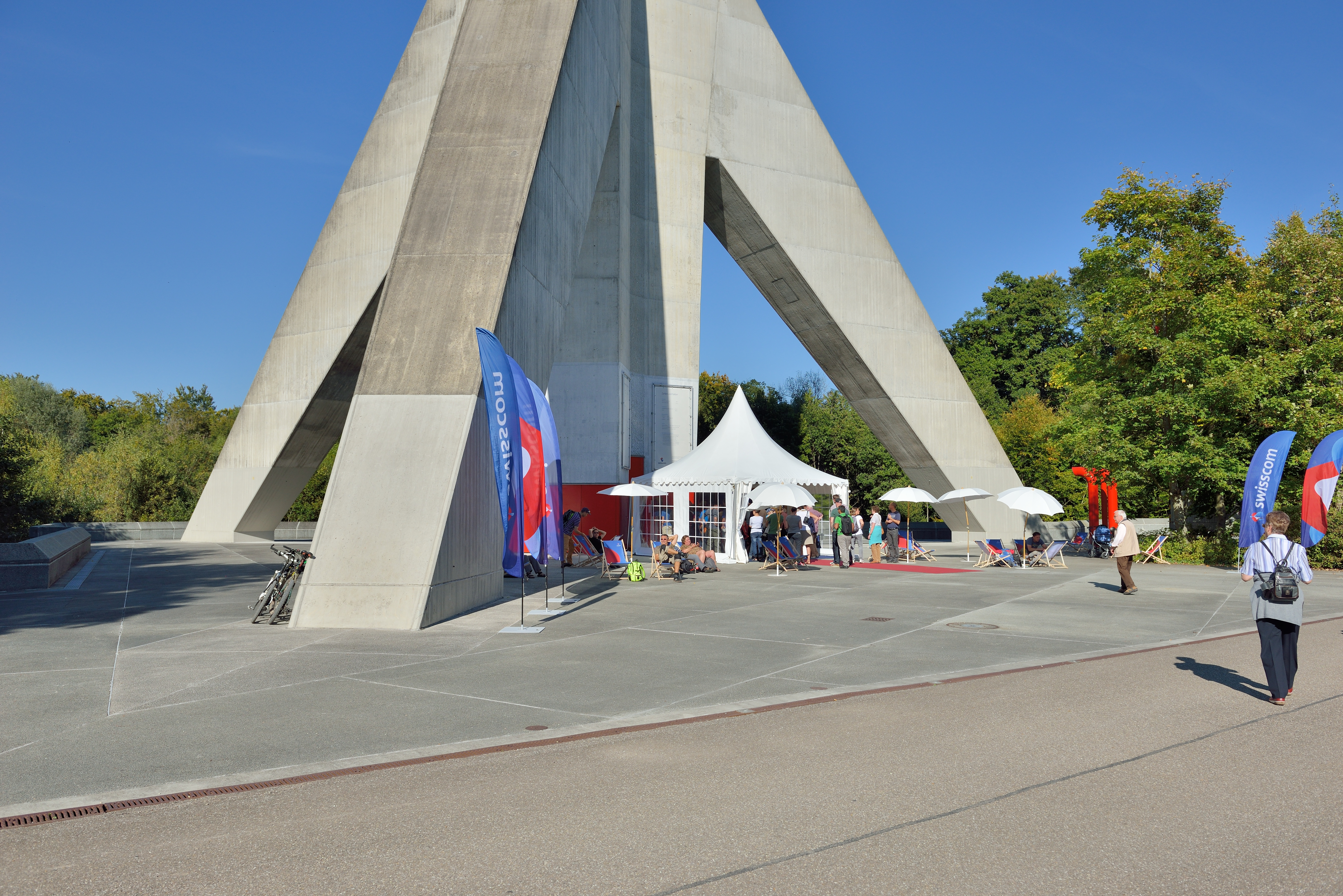
Tag der offenen Tür im September 2014

Das 30-jährige Bestehen des Sendeturms St. Chrischona beging die Swisscom Broadcast am 27. September 2014 mit einem Tag der offenen Tür am Fusse des Fernsehturms. Neben einem festlichen Rahmenprogramm konnten rund 700 Besucher die ansonsten nur im Rahmen von Sonderführungen geöffnete Aussichtsplattform und Senderäume besichtigen.
Am 22. März 2014 fand das erste Towerrunning für Berufsfeuerwehrleute statt. Im März 2019 jährte sich zum sechsten Mal die Veranstaltung, bei der die 46 Stockwerke und 799 Treppenstufen des Fernsehturms von Feuerwehrleuten in Brandschutzausrüstung emporgestiegen werden. 2020 und 2021 fand die Veranstaltung aufgrund der COVID-19-Pandemie nicht statt.
Da der Standort des Fernsehturms von überdurchschnittlich vielen Sonnenstunden geprägt ist, entschied sich der Betreiber, ab August 2017 entlang der nach Süden ausgerichteten Segmente des Turmschafts 435 Photovoltaik-Module zu montieren. Die insgesamt 710 Quadratmeter Fläche umfassende Anlage verteilt sich vertikal freihängend auf 75 Meter. Die Jahresproduktion der Anlage kann je nach Sonnenstunden etwa 118'000 Kilowattstunden betragen. Damit ist der Sendestandort St. Chrischona einer von 17, die die Swisscom Broadcast mit eigenen Photovoltaikanlagen ausgestattet hat. Die Kosten für diese Aufrüstung waren mit etwa 450'000 Franken veranschlagt.
Zum Ende des Jahres 2023 wurden Gruppenführungen, die auf Anfrage möglich waren, aufgrund rückläufiger Resonanz eingestellt. 2023 wurden noch 70 Führungen abgehalten. Für spezielle Anlässe wie Tagen der offenen Tür soll es weiterhin Besichtigungsmöglichkeiten geben.

## Beschreibung

### Lage und Umgebung

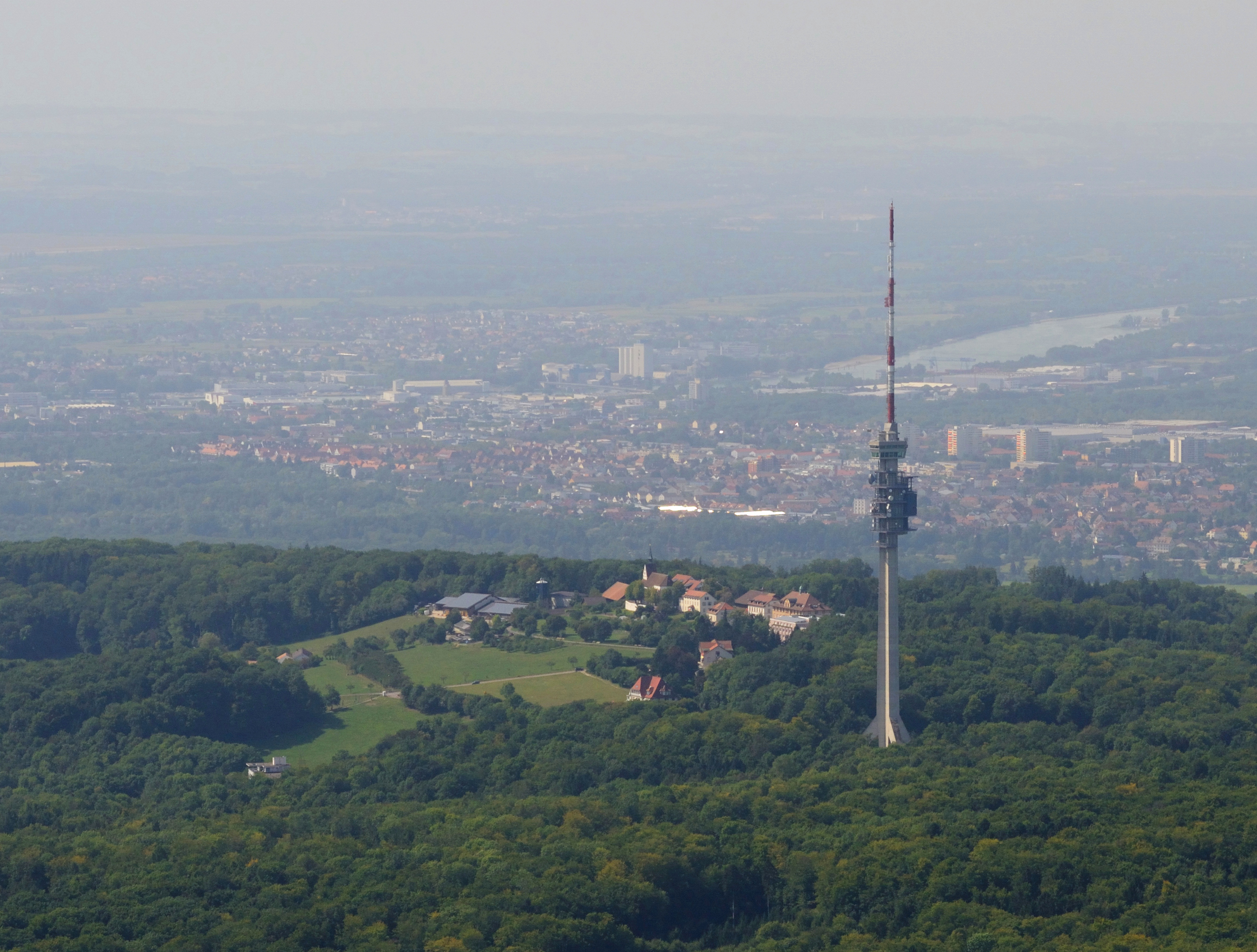
Luftbildaufnahme von Osten mit der Gemeinde St. Chrischona, links unten aus dem Wald gerade noch hinausragend die Rehaklinik

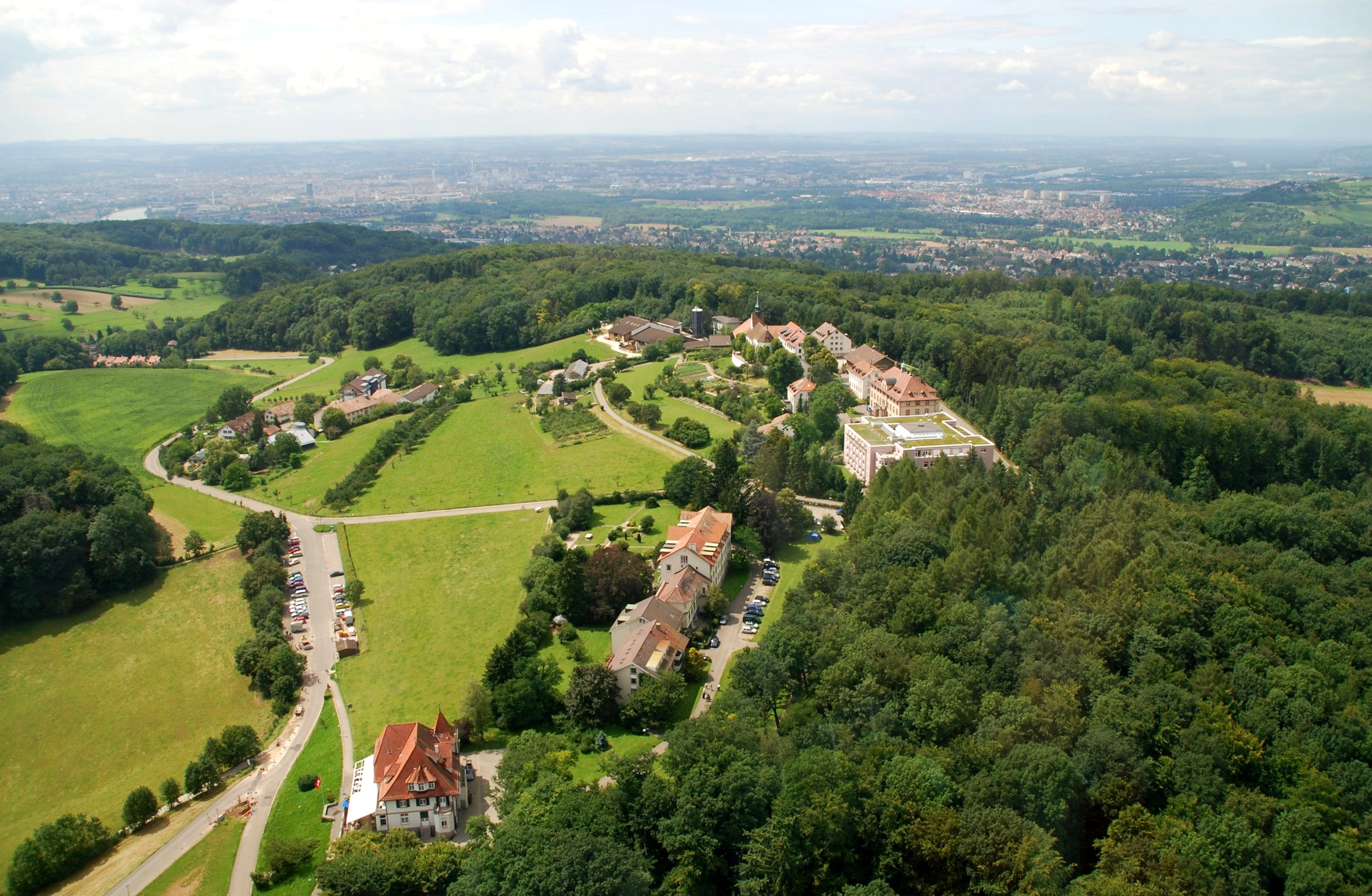
Blick vom Turm auf die Gemeinde St. Chrischona

Der Fernsehturm St. Chrischona befindet sich in der nordwestlichen Ecke der Schweiz in einem buchtförmigen Gebietsteil – Wyhlenerbecken genannt. Er steht am Ostrand des Kantons Basel-Stadt knapp 7 km Luftlinie nordöstlich der Basler Innenstadt und befindet sich für die Region weithin sichtbar auf dem als Naherholungsraum genutzten Berg St. Chrischona (522 m ü. M.), der zum Gebiet der Schweizer Gemeinde Bettingen gehört, auf 492 m Höhe etwas unterhalb der Bergspitze. Der Bettinger Gemeindeteil St. Chrischona liegt nahe dem östlich am Rande eines Waldstücks stehenden Turm. Bis zur deutsch-schweizerischen Grenze nach Wyhlen-Rührberg sind es etwa 200 Meter. Südwestlich des Fernsehturms befindet sich die Reha-Klinik des Bürgerspitals Basel.
Westlich des Fernsehturms führt eine asphaltierte Strasse (Hohe Strasse) von Bettingen steil hinauf nach St. Chrischona. Etwa 300 Meter vom Turm entfernt befinden sich Parkplätze und die Haltestelle St. Chrischona der Buslinie 32, die zur Rehaklinik führt.
Am Fusse des Turms wurde am 21. September 2013 ein sogenannter Generationenparcours eröffnet, der in zehn Stationen generationenübergreifend zu Erlebnis, Spiel und Sport einladen soll. Neben dem Parcours befindet sich ein Haus aus dem Jahr 1914, in welchem bis 2018 ein Restaurant betrieben wurde.

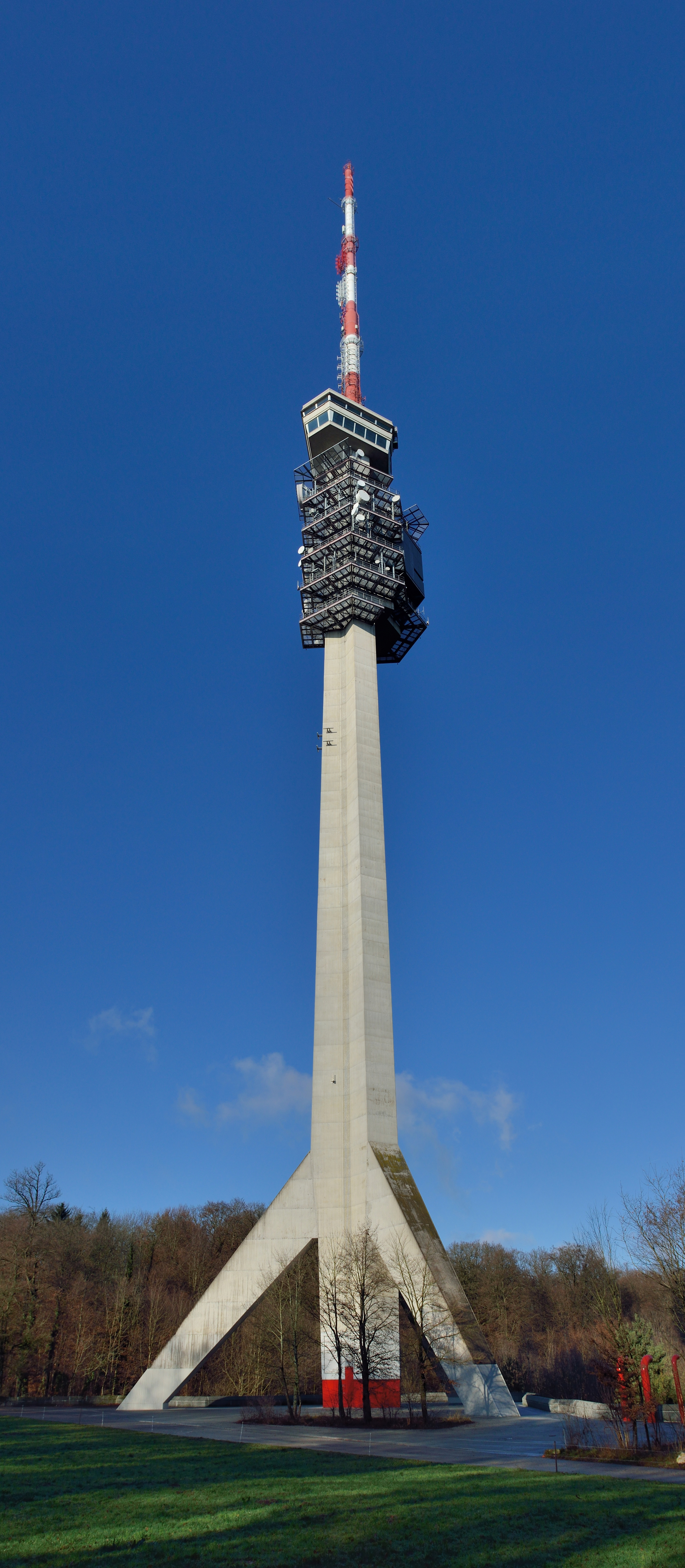
Südostansicht
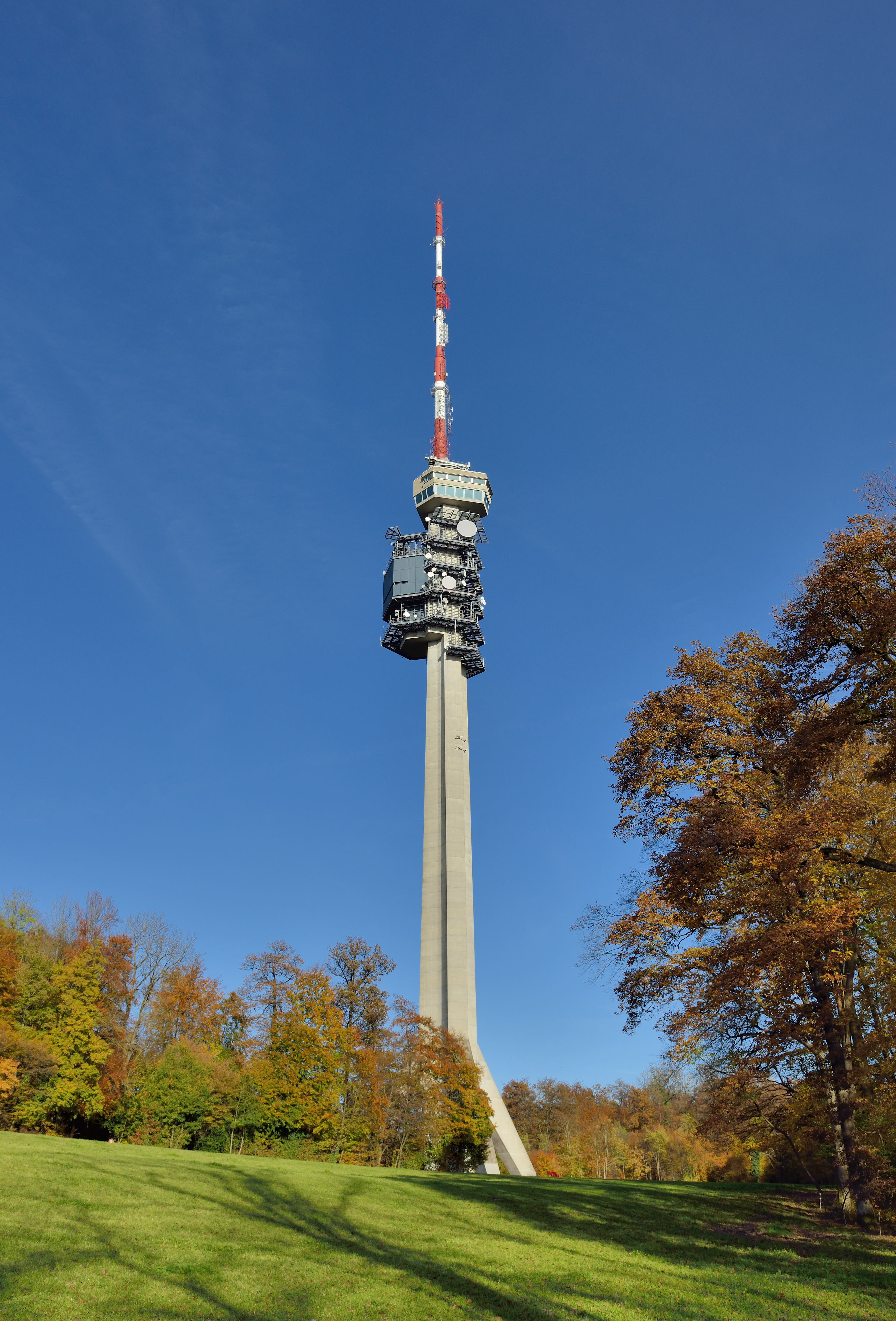
Sicht von Südwesten
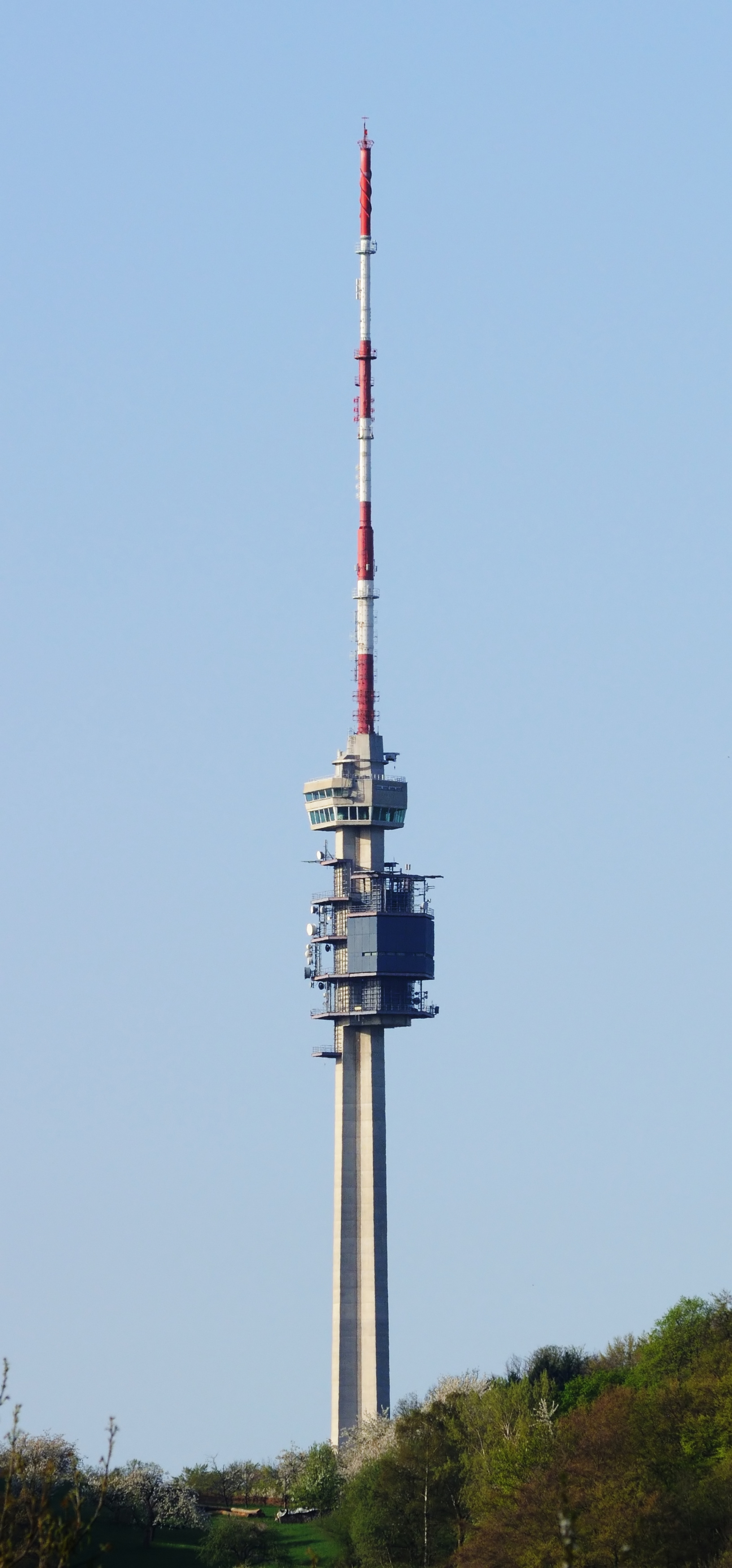
Sicht von Norden
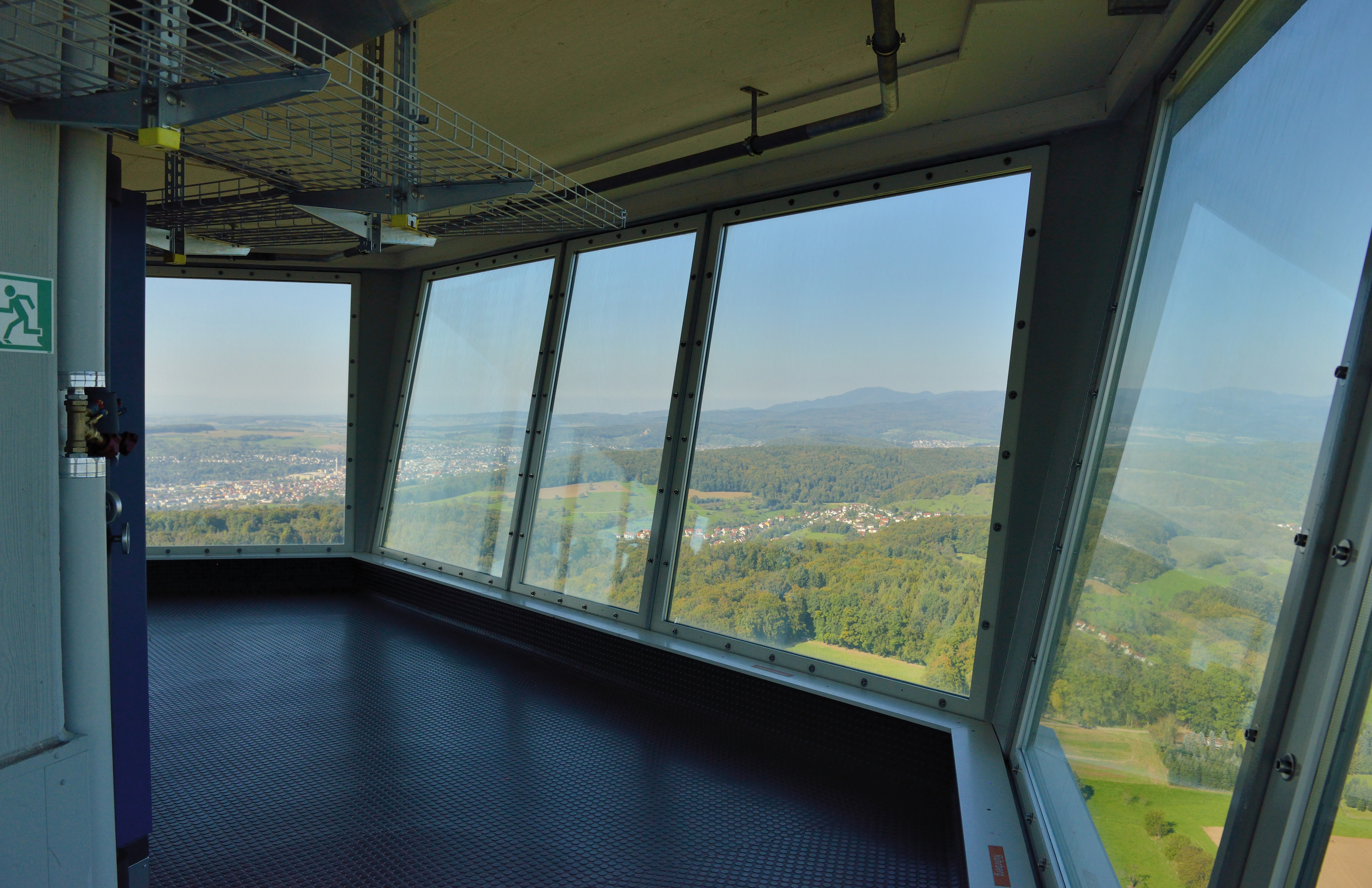
Blick von der Aussichtsplattform in nördliche Richtung

### Besonderheiten der Architektur und Bautechnik

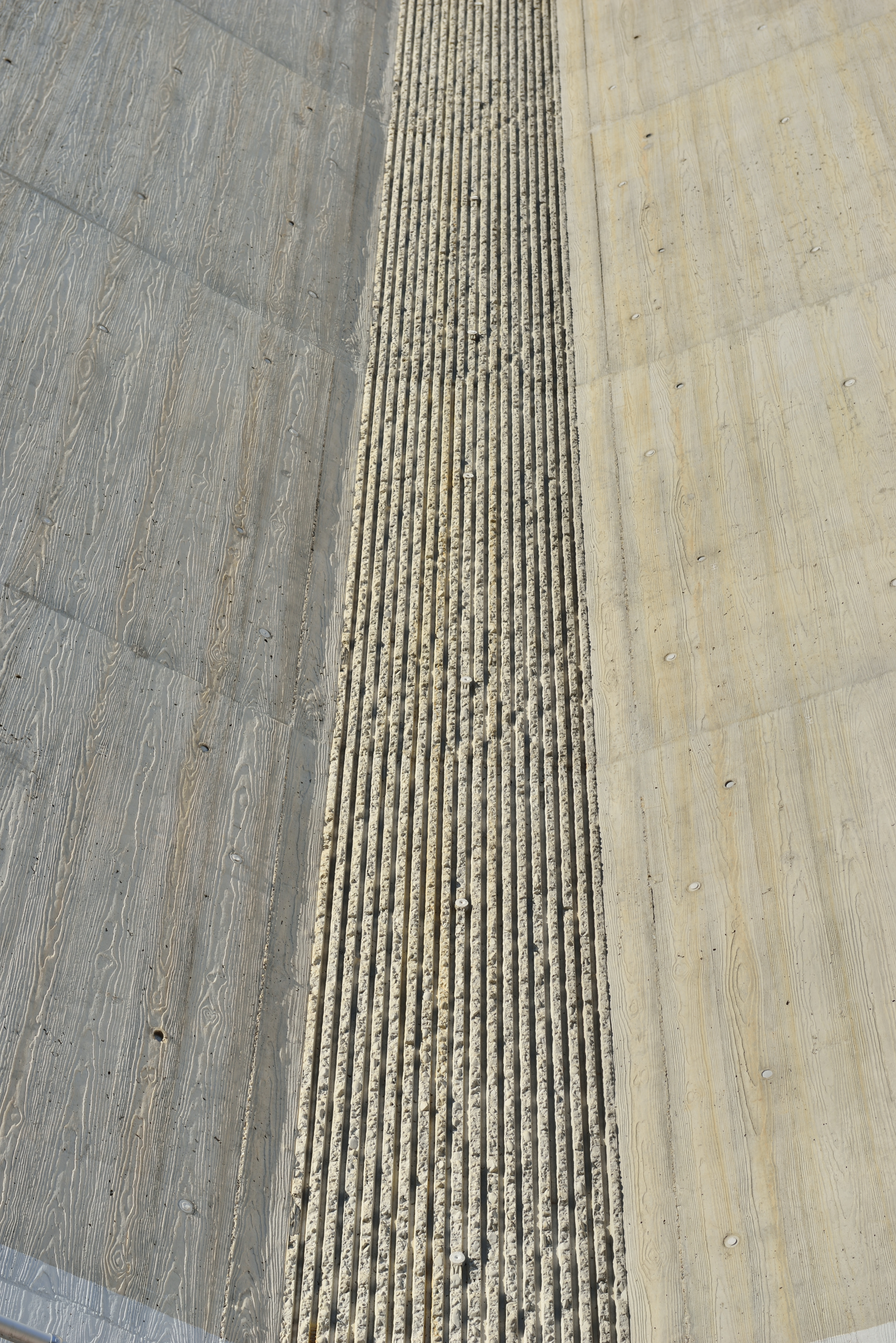
Windbrechende Oberflächenriffelung am Betonschaft

Der Fernsehturm St. Chrischona hat einige architektonische Besonderheiten und weicht beträchtlich von vergleichbaren Turmbauwerken aus den 1970er und 1980er Jahren ab. Auffällig ist, dass er von einer markanten Dreibeinkonstruktion getragen wird und im Gegensatz zu den meisten Fernsehtürmen keinen runden, sondern, ähnlich dem CN Tower in Toronto, einen im Querschnitt hexagonal gestalteten Turmschaft besitzt. Die drei Stelzen stützen den Turmschaft bis auf eine Höhe von 24 Metern und tragen statisch das Gewicht des Turmbauwerks. Massgeblich beteiligt an diesem Konstruktionsprinzip war der Architekt Florian Vischer.

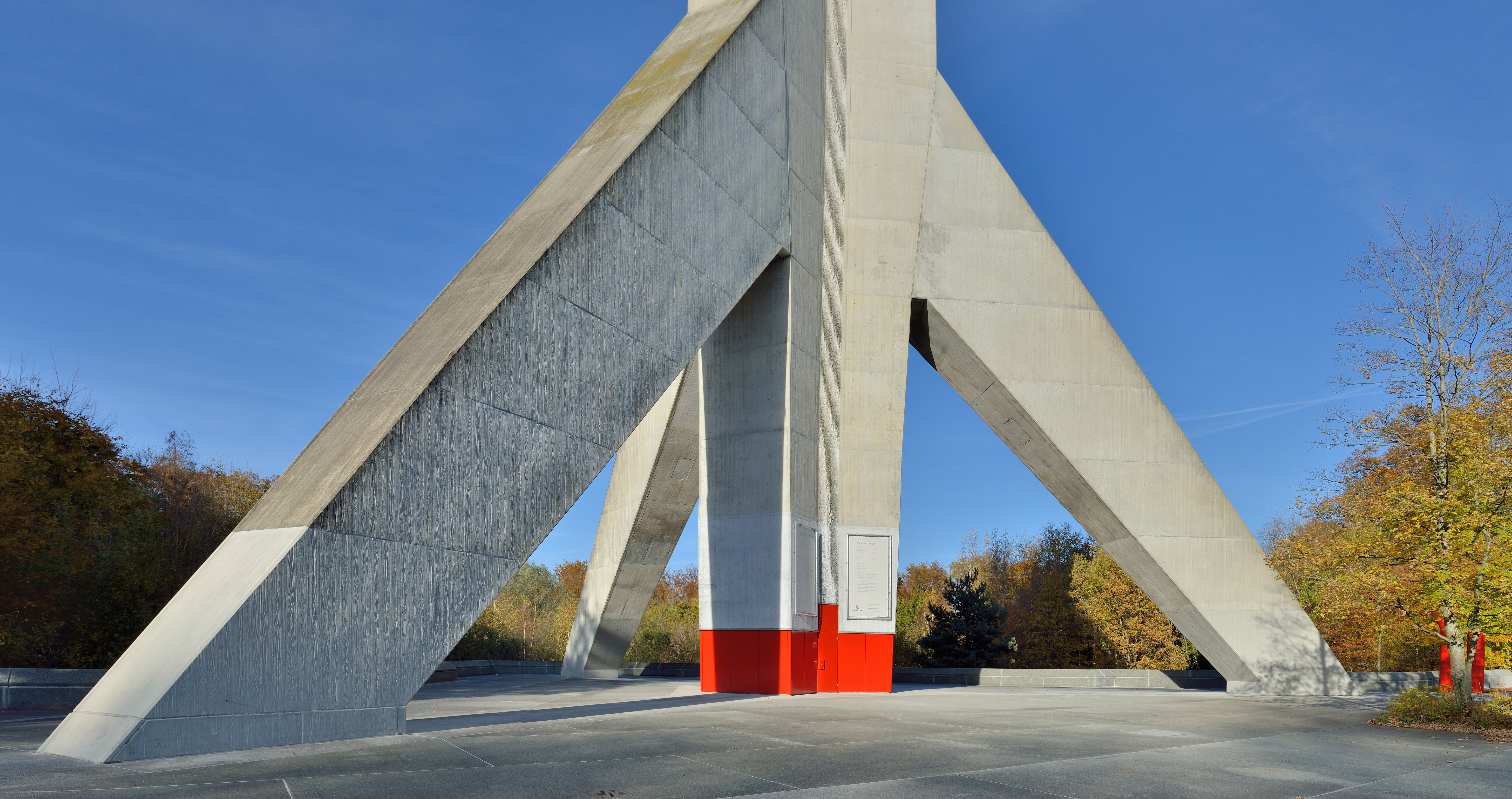
Dreibeinkonstruktion des Turms

Eine Dreibeinkonstruktion wurde bereits Mitte der 1960er Jahre beim ersten Fernsehturm Avala realisiert sowie bei seinem Wiederaufbau 2009. Aufgrund des Abreisskanteneffektes ist er aerodynamisch günstiger und ermöglicht asymmetrische Ausbauten. Die drei Stelzen haben darüber hinaus noch weitere Vorteile: Die Turmkonstruktion erhöht signifikant die Gesamtsteifigkeit, was für die Übertragungsqualität beim Richtfunk wichtig ist. Auch die Führung der dicken und empfindlichen Übertragungskabel von den Senderäumen im Sockelbau durch die Stelzen bis zur Antenne wird damit vereinfacht. Ausserdem erlauben die tragenden Schaftwände eine wirtschaftliche Flachgründung zur Abtragung von vertikalen Bauwerkslasten. Da die Gesamtmasse von 25.000 Tonnen nur etwas höher als der abgeführte Aushub ist, resultiert eine höhere Bodenpressung mit niedriger Setzung von etwa drei Zentimetern.
Neben den praktischen Erwägungen greift diese Formgebung die Randlage an der Grenze zu Deutschland auf, und seine Silhouette lässt sich als überdimensionaler Wegweiser in die Schweiz auffassen. Überdies lässt die Gestaltung den Turm optisch schlanker und feinmassstäblicher wirken. Dies resultiert aus den scharf gezeichneten Licht- und Schattenpartien, die sich aus der eckigen Form ergibt. Die etwas höhere Windbeanspruchung fällt aufgrund der anderen Turmteile kaum ins Gewicht. Zur Reduzierung der Windbeanspruchung weist die Aussenseite des Betonschafts windbrechende Oberflächenstreifen auf.

Detailansichten (vor der Umrüstung mit Photovoltaik-Modulen)
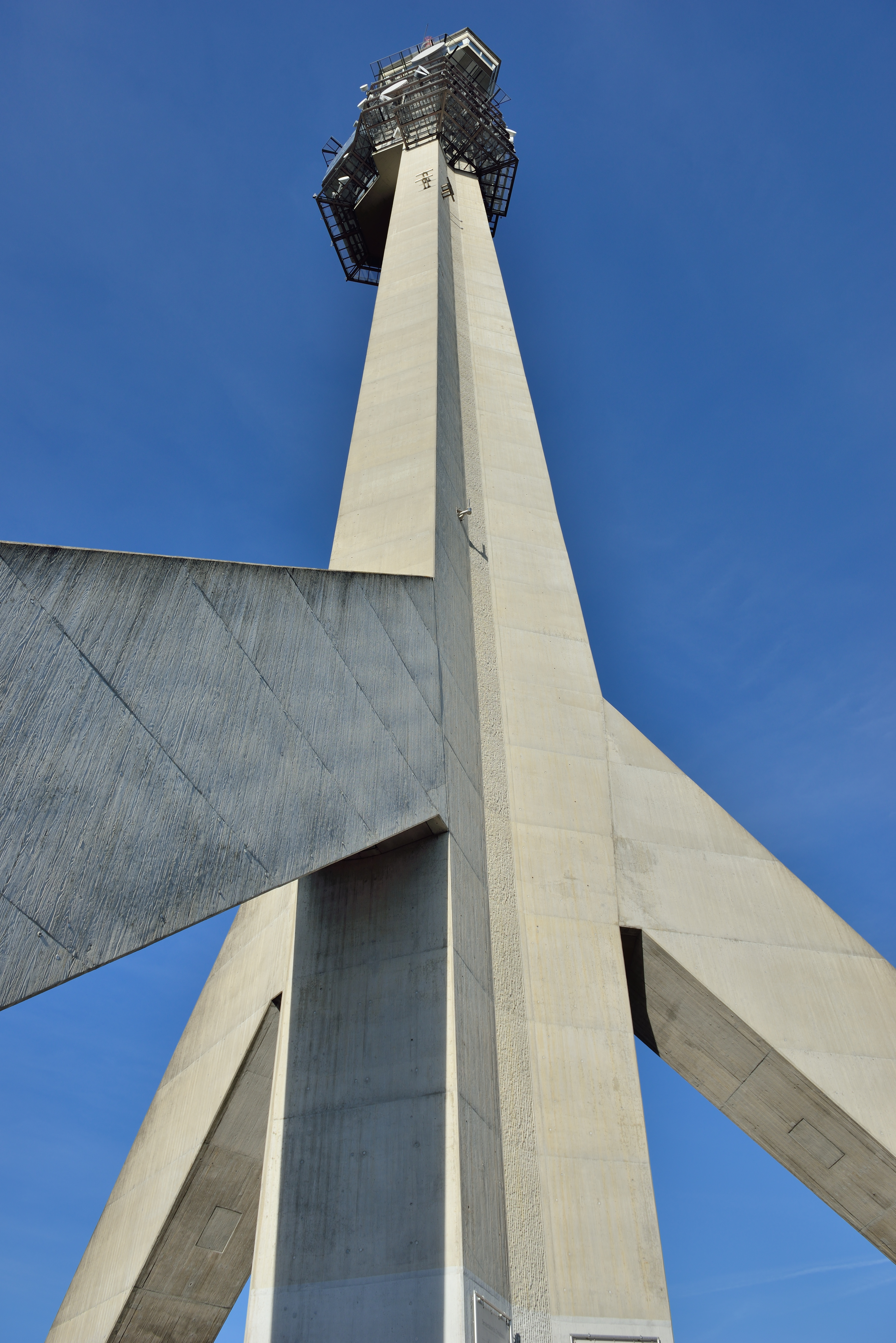
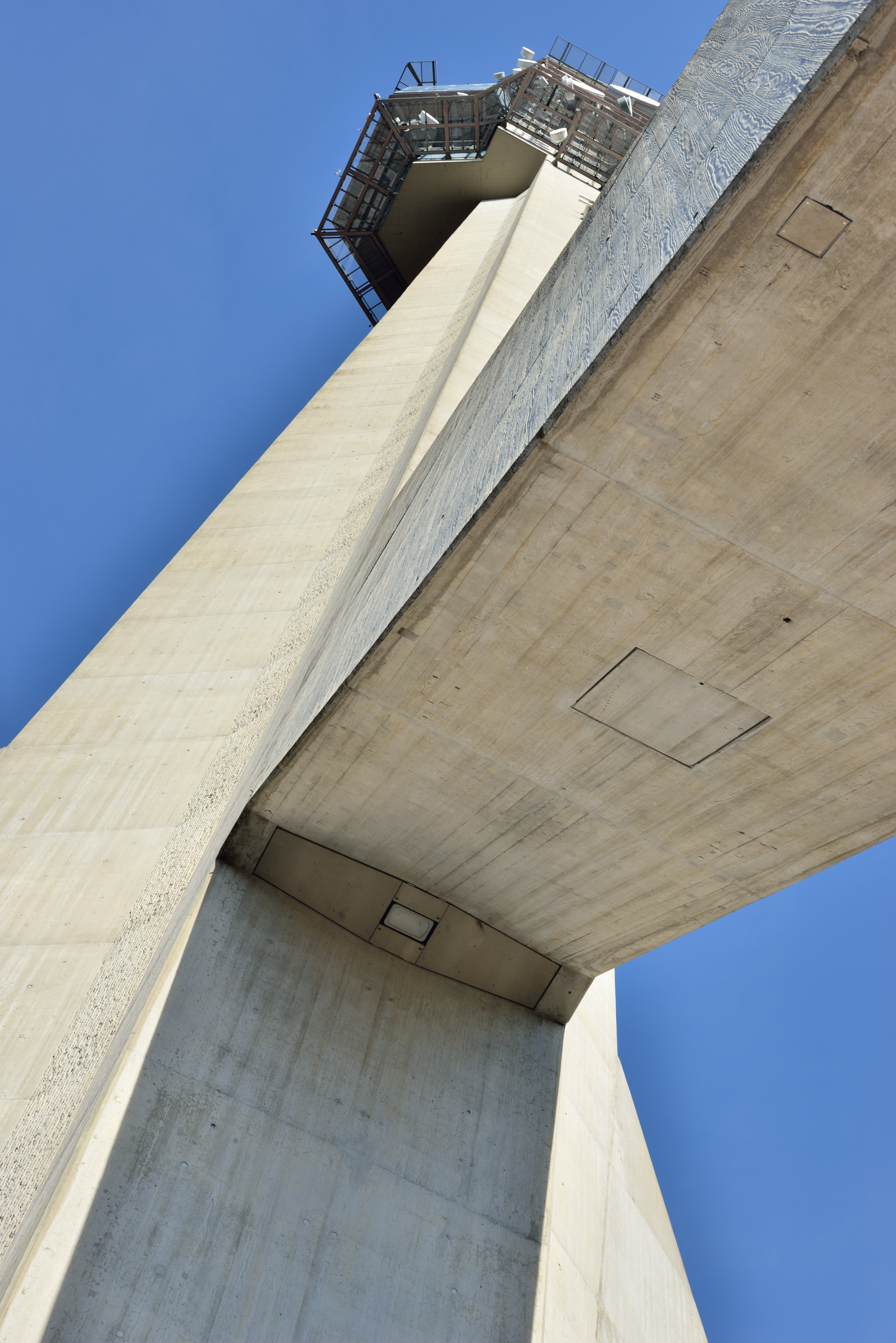
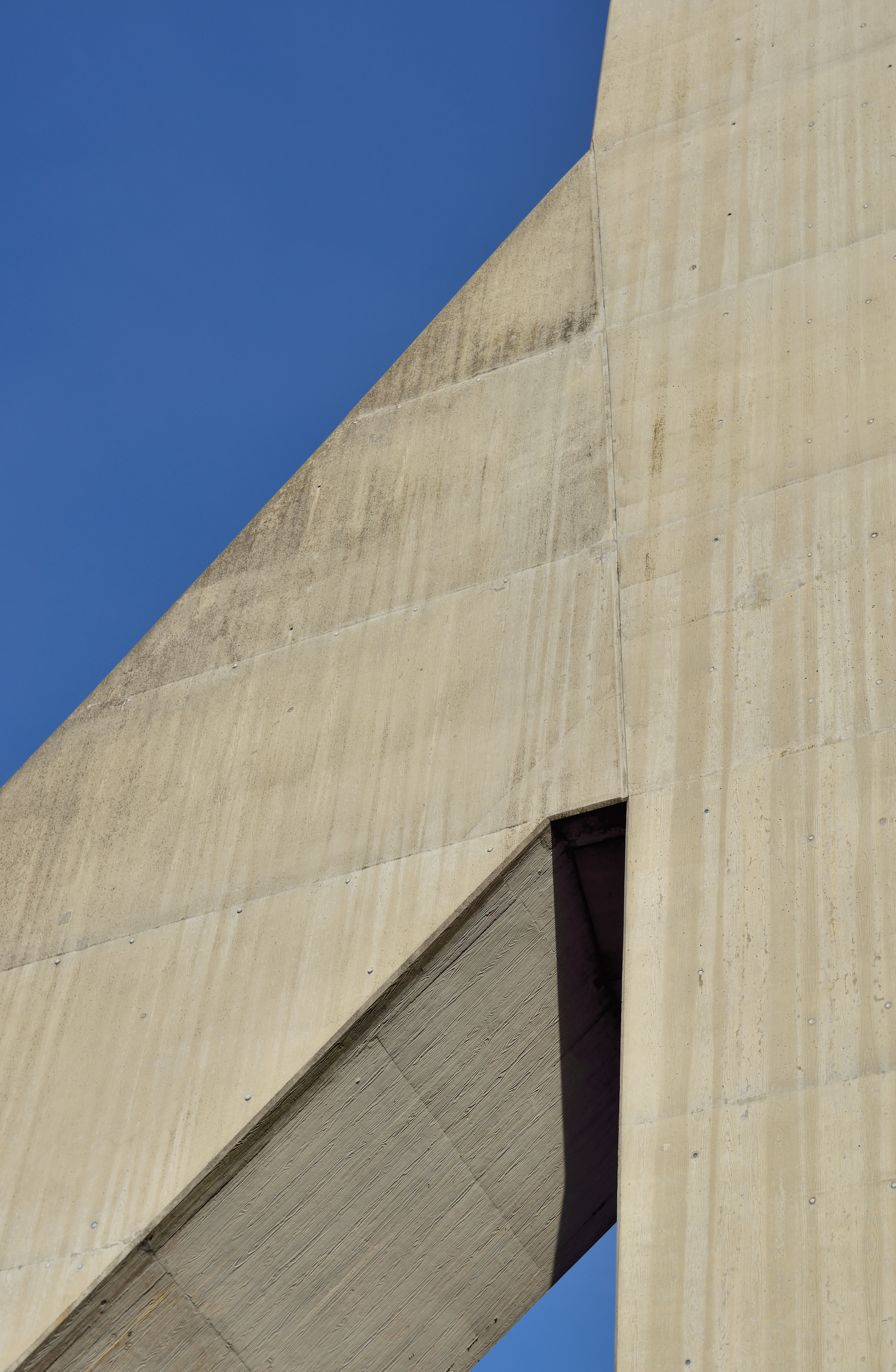
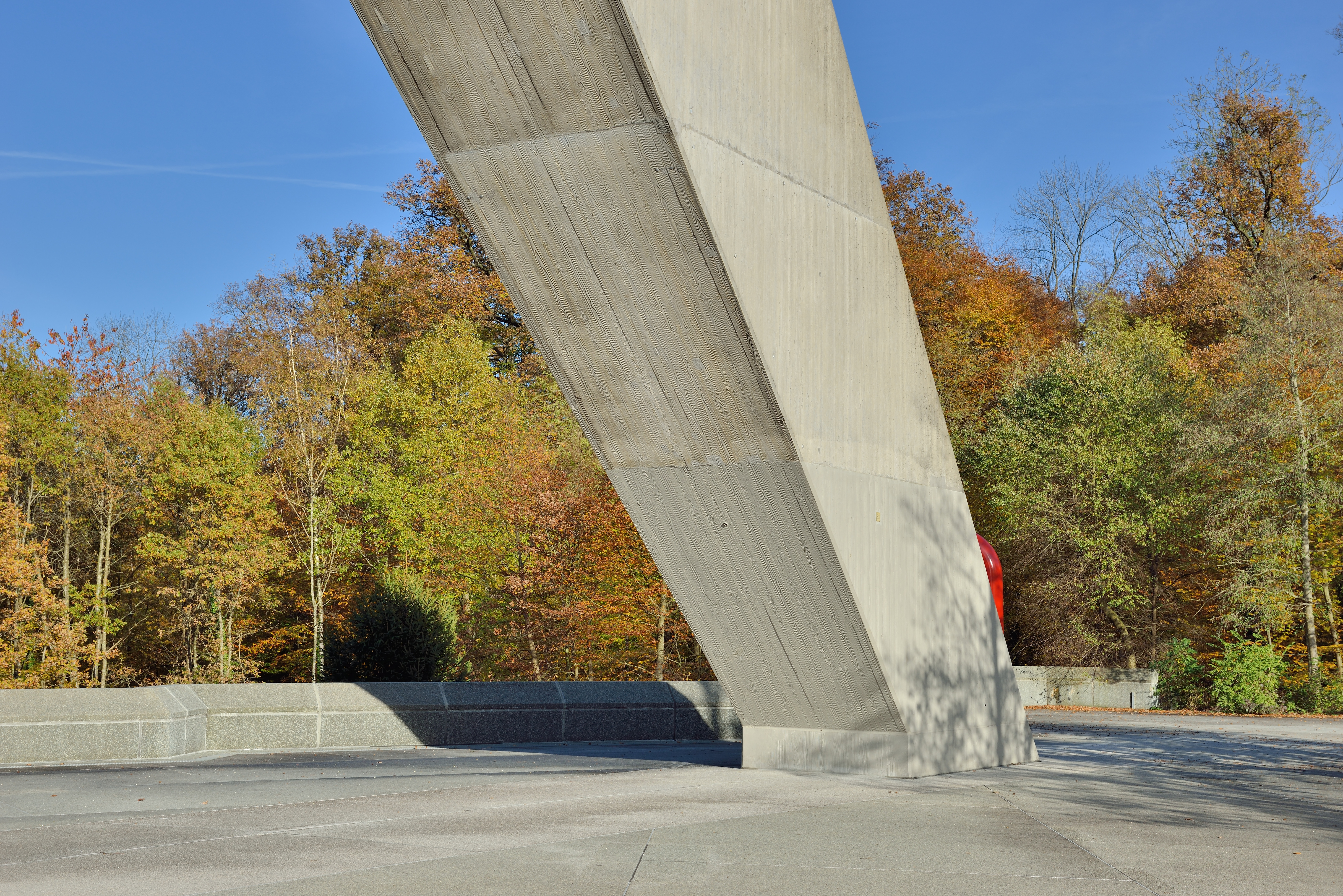
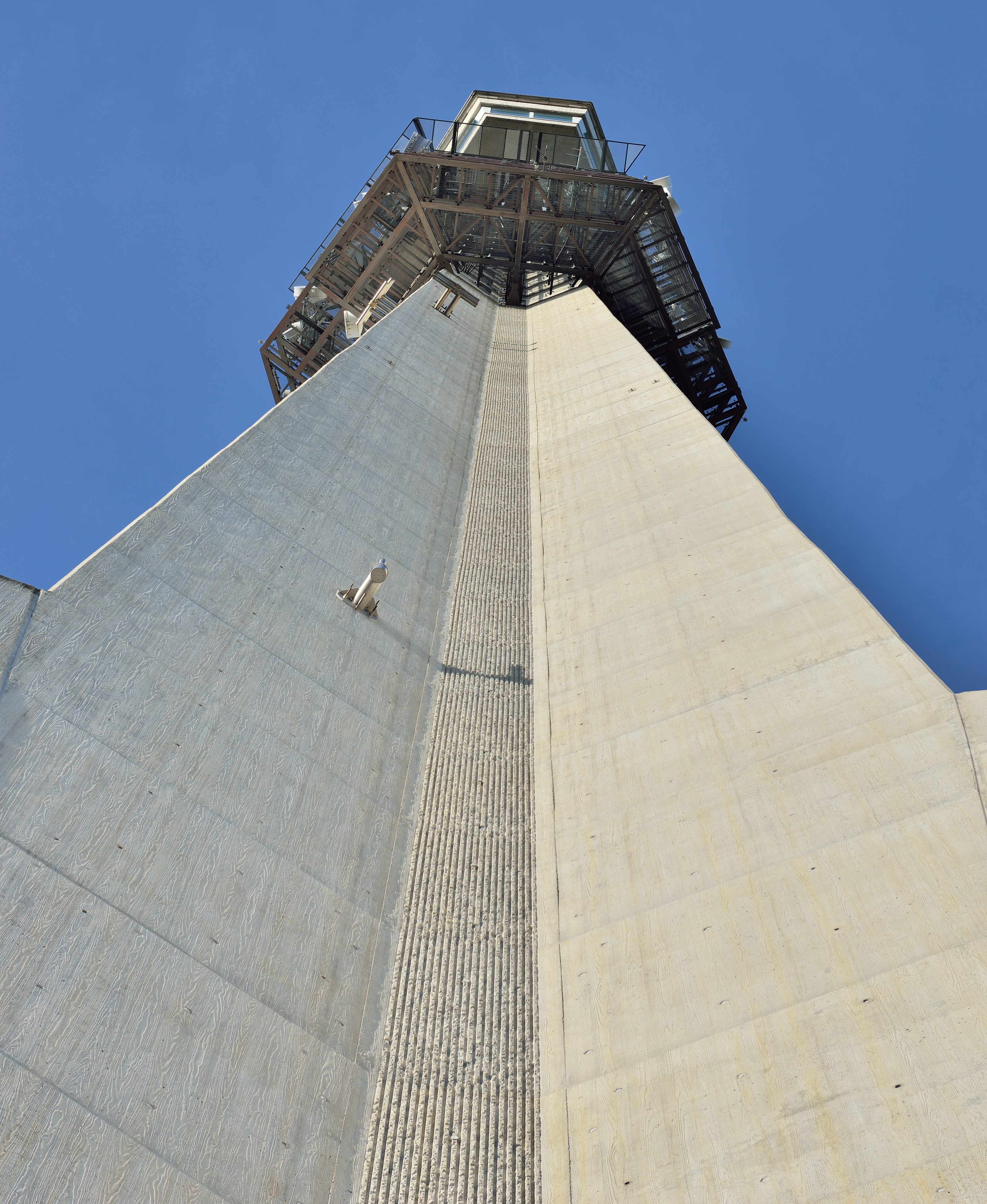

### Bauliche Hauptdaten
Die Gesamtmasse des 250,57 Meter hohen Bauwerks beträgt 23'000 Tonnen, wovon 13'500 Tonnen auf den Unterbau und 9'500 Tonnen auf den Turm selbst entfallen. Der Materialaufwand des Betons beträgt insgesamt 10'000 Kubikmeter. Die Kubatur des gesamten Bauwerks von 35'000 Kubikmeter verteilt sich auf den Sockelbau mit 23'000 Kubikmeter und 12'000 Kubikmeter für den Turm und seine Ausbauten.
Der Armierungsstahl des Turms beläuft sich auf 1'330 Tonnen, und 135 Tonnen für den Stahlrohrturm. Die Antennenterrassen bestehen aus 120 Tonnen Stahl und 90 Tonnen Spannstahl.

### Unterbau, Fundament und Basis

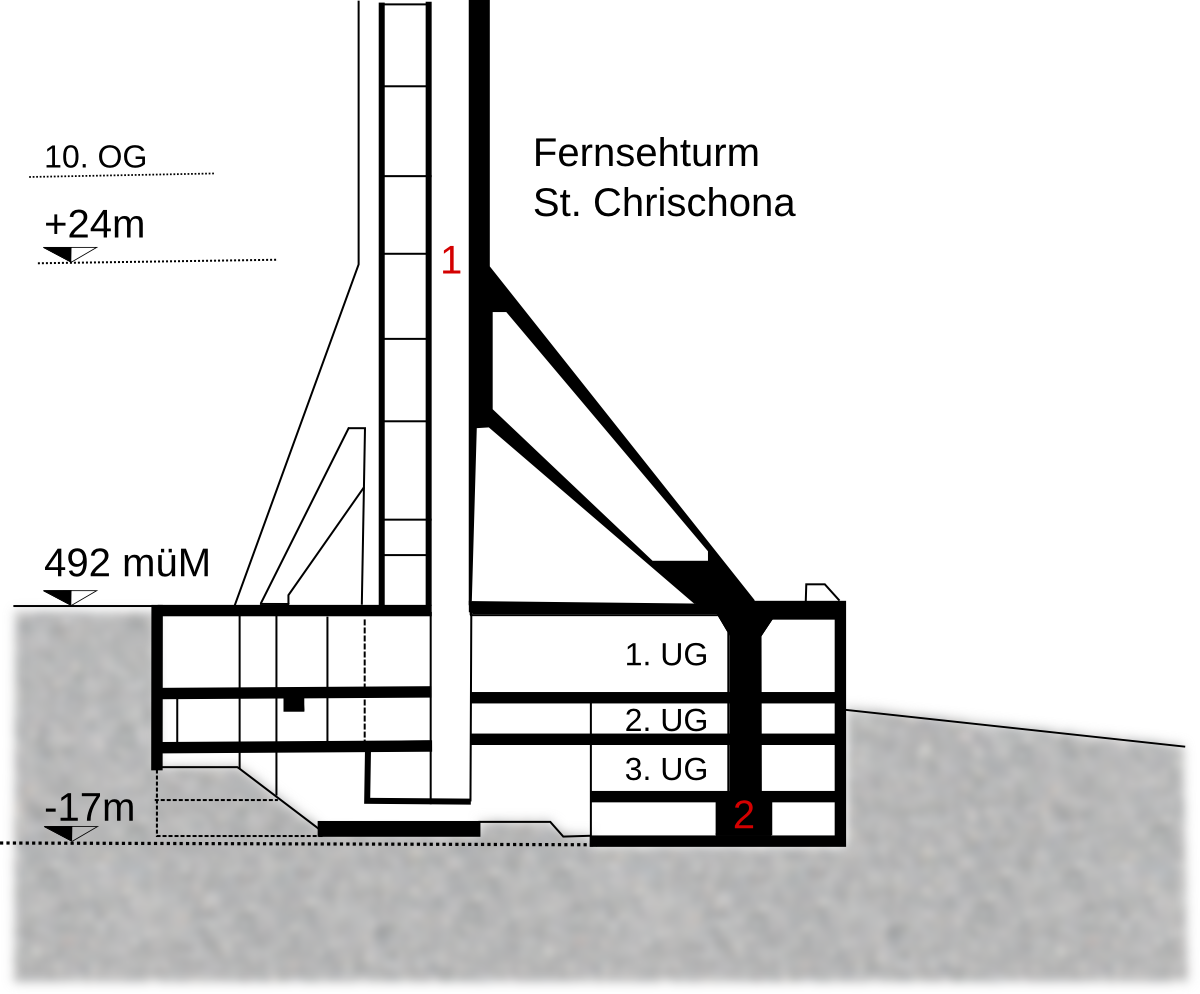
Vertikalschnitt durch den Sockelbau und den Turmfuss

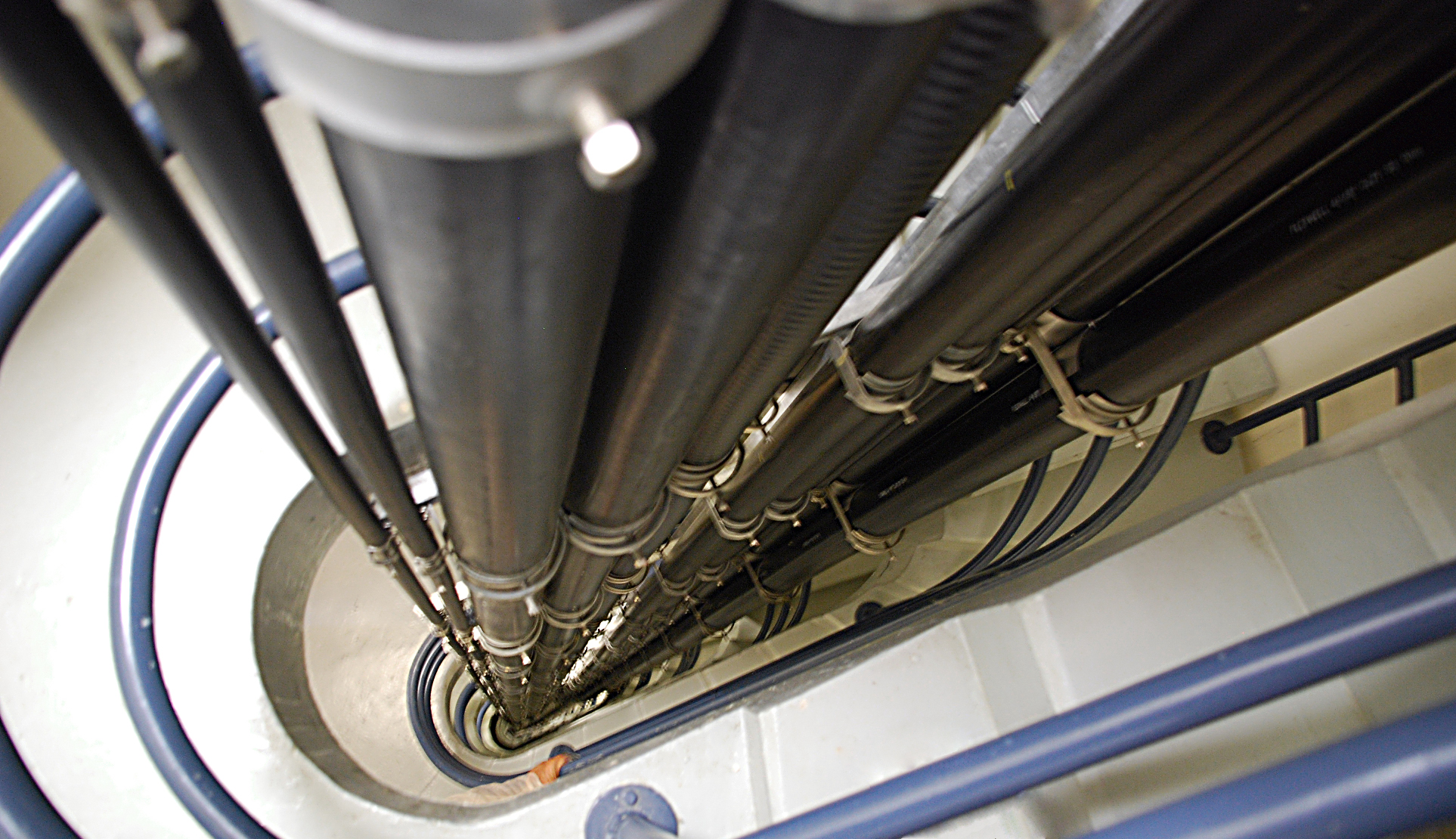
Kabelschacht und Treppenhaus

Der Turm steht auf einem monolithischen Sockelbau mit drei Untergeschossen, die betriebstechnische Einrichtungen für die Stromversorgung, Ventilation, Luftschutzräume, Wärmerückgewinnung, Personalräume, Sendesäle, Diensträume und Werkstätten beherbergen. Darüber hinaus verfügt der Bau über eine Verladerampe mit Lastwagenzufahrt und drei Parkplätze. Die oberen zwei Ebenen haben eine Grundfläche von je 1'600 m². Das dritte Untergeschoss wird teilweise als Dieseltreibstoff-Tanklager für zwei Stromerzeugungsaggregate (→ Stromversorgung und Notfallsysteme) mit je 270 kW genutzt. Der Grundriss des Sockelbaus ist ein gleichseitiges Dreieck mit einer Kantenlänge von 54,40 m. Um die Standsicherheit zu erhöhen, sind Teile des Sockels wabenförmig errichtet worden. Das erste Untergeschoss des Sockelbaus ist über eine Rampe für Betriebspersonal und Berechtigte mit Fahrzeugen direkt befahrbar.
Weil am Standort des Turms zwei Schollen des Erdbebengebiets der Oberrheinischen Tiefebene zusammentreffen, musste dieser zusätzlich für Erdbebenlasten dimensioniert werden. Der Turm soll bei Beben bis zur Stärke 8 auf der Richterskala standsicher bleiben. Dazu besteht der Baugrund teilweise aus Keupermergel. Für das Fundament war ein Aushub von 25'000 m³ nötig, was aufgrund des schlechten Baugrunds mehr als das Turmgewicht beträgt. Die Hohlfundamente reichen bis 13 m in die Tiefe. Das Bauwerk gründet auf drei Flachfundamenten von je 225 m².
Die Verbindung zwischen Sockelunterbau und dem Y-förmigen Turmschaft wird mit Personen- und Warenlift, einer Nottreppe und Kabelschacht hergestellt. Der innere Schaftquerschnitt bleibt auf der ganze Länge konstant, während sich Aussenwände von 1,75 m auf 0,4 m verjüngen; ist zwischen 12 m und 152,21 m – der Gesamthöhe des Betonschaftes – der Turmschaft vertikal vorgespannt.
Bei Windgeschwindigkeiten bis zu 100 km/h kommt es nicht zu nennenswerten Beeinträchtigungen, da die Schwankung des Turms kaum messbar ist. Auf der Aussichtsplattform schwankt selbst bei starkem Wind (160 km/h) der Turm nur bis zu 30 cm, was halb so viel wie bei konventionell errichteten Türmen ist. Der Schweizer Bauingenieur Bruno Thürlimann wirkte als Berater an den Messungen im Windkanalversuch mit. Die Antennenspitze in runder Bauweise kann dagegen bis zu 2,5 m schwanken. Während des Orkans Lothar 1999, bei dem Windgeschwindigkeiten bis zu 220 km/h auftraten, hatte der Turmschaft Auslenkungen von lediglich 40 cm.

### Turmkorb
Der Turmkorb besteht aus zwei Stockwerken, die über ein Treppenhaus mit 799 Stufen und zwei Lifte zu erreichen sind. Der Grundriss des Korbes weist eine unregelmässige, sechseckige Form auf, die nach Süden ausgerichtet ist. Das untere Geschoss des Turmkorbs befindet sich auf 137,63 m Höhe. Es wurde zu Beginn für temporäre und Reportage-Richtstrahlverbindungen genutzt. Aus diesem Grund bestehen die Fenster in diesem Stock aus hochfrequenzdurchlässigem Kunststoff. Das obere, 47. Stockwerk auf 140,88 m Höhe wird als Sitzungs- und Veranstaltungsraum vermietet. In diesem Geschoss ist die Ausrüstung für den Sprechfunk zwischen mobilen und festen Sprechstellen untergebracht. Während die untere Etage im Turmkorb mit einem durchgehenden, leicht zur Aussenseite geneigten Fensterband in alle Himmelsrichtungen ausgestattet ist, hat die zweite Etage grossflächige Fenster nur zur Südseite. Über diesem Stockwerk befindet sich eine Wartungsplattform unter freiem Himmel.
Auf dem Dach des Turmkorbs ist ein 2-Tonnen-Hebezeug angebracht, das für Reinigungs- und Wartungsarbeiten sowie für die Montage der Richtfunkantennen verwendet wird. Der Antennenkran lässt sich auf einer kreisförmigen Laufschiene um den Turm bewegen und jeden Punkt der Antennenterrassen ansteuern. Der Kran kann entweder von der Terrasse, auf der er steht, bedient werden oder über eine Steuerstation vom Erdgeschoss.
Ebenfalls auf dem Dach ragen die letzten beiden Geschosse des Turmschaftes heraus. In der oberen Hälfte der 48. Etage – einem Zwischengeschoss – befindet sich der Maschinenraum für den Warenaufzug, in der 49. Etage ist der Maschinenraum für den Personenaufzug untergebracht. Im 50. und letzten Geschoss befindet sich die konische Verankerung des Antennenträgers sowie der Aufgang dorthin. Der Betonschaft ragt damit bis zu einer Höhe von 152,21. Meter hinauf.

### Wasserspeicher, Antennenträger und Installationen
Die Richtfunkantennen des Fernsehturms St. Chrischona befinden sich auf fünf Terrassen, die sich zwischen 98 m und 131 m Höhe befinden. Die meisten sind in südliche Richtung in die Schweiz gerichtet. An seiner Nordseite kragt eine rucksackähnliche Konstruktion aus, welche auf 103,45 m Höhe zwei 6 Meter hohe Trinkwasserkammern zu je 100 m³ für den Bettinger Gemeindeteil St. Chrischona enthält. Während des Baus musste das Gewicht des Wassers in die Spannung des Turms mit eingerechnet werden, weshalb er vor der Befüllung leicht gegen Süden geneigt stand. Darüber hinaus waren weitere Besonderheiten bei der Konstruktion des Reservoirs zu beachten. Die Wandung wurde in Stahl ausgeführt, nachdem die thermische Isolation aufgebracht wurde und dann als Schalung für das anschliessende Betonieren der Tragwände verwendet wurde. Da die Zu- und Ableitungsrohre mit 200 Millimeter Durchmesser durch den unbeheizten Turmschaft verlaufen, mussten sie ebenfalls thermisch isoliert werden. In einem Nebenraum sorgt eine Druckerhöhungsanlage dafür, dass auch höhere Diensträume mit Trinkwasser versorgt werden können. Um das Wasser auf diese Höhe zu befördern, wurde beim Bau eine weitere Vertikalpumpe errichtet. Die bestehenden Installationen samt dem alten Wasserspeicher im Kirchturm wurden als Notfallreserve belassen.
Auf einer Ebene unterhalb des Wasserreservoirs befindet sich eine weitere nach Süden ausgerichtete Richtfunk-Terrasse. Die rund 50 Richtfunkantennen auf St. Chrischona senden zwischen 2 GHz und 13 GHz, das entspricht Wellenlängen zwischen 15 cm und 2 cm. Wegen der starken Bündelung der Signale kommt der mechanischen Stabilität der Antennenträger eine grosse Bedeutung zu. Die Durchmesser der Parabol- und Muschelantennen variieren zwischen 1,50 m und 4,30 m. Die Apparaturen für den Richtfunk befinden sich im 39. Stockwerk (116 Meter) in dem fensterlosen Apparateraum (dem „Rucksack“) über dem Wasserspeicher, der vollständig mit Blech ausgekleidet ist, um als Faradayscher Käfig die Geräte gegen die elektromagnetischen Felder des Antennenmastes abzuschirmen.
Auf dem Turmschaft ist ein 98,36 m hoher Antennenmast aufgesetzt. Sein Durchmesser beträgt an der Basis 2,60 m und verjüngt sich bis zur Spitze hin auf 1,60 m. Aus Flugsicherungsgründen ist der Antennenträger weiss-rot bemalt und besitzt in 245,50 m Höhe einen Blitzring, ab 229,55 m sind Neon-Hindernisleuchten angebracht und an der Spitze ein Drehfeuer. Der Antennenmast wurde aus 20 einzelnen Stahlrohren zusammengeschraubt, deren oberster Abschluss aus einem 14 m hohen glasfaserverstärkten Kunststoffzylinder besteht, der als UHF-Rundstrahlantenne verwendet wird. Der gesamte Mast ist innen über eine senkrechte Leiter begehbar und bietet an drei Stellen eine Ausstiegsmöglichkeit nach aussen. Dort befinden sich Podeste und eine Aussenleiter für Wartungsarbeiten. Zur Verringerung witterungsbedingter Schwankungen besitzt der fast 100 Meter hohe Mast statt eines Schwingungstilgers im obersten Antennensegment eine Scruton-Wendel, eine schraubenähnliche Windung, die als Strömungsbrecher fungiert.

## Betrieb und Technik

### Bedienung und Infrastruktur

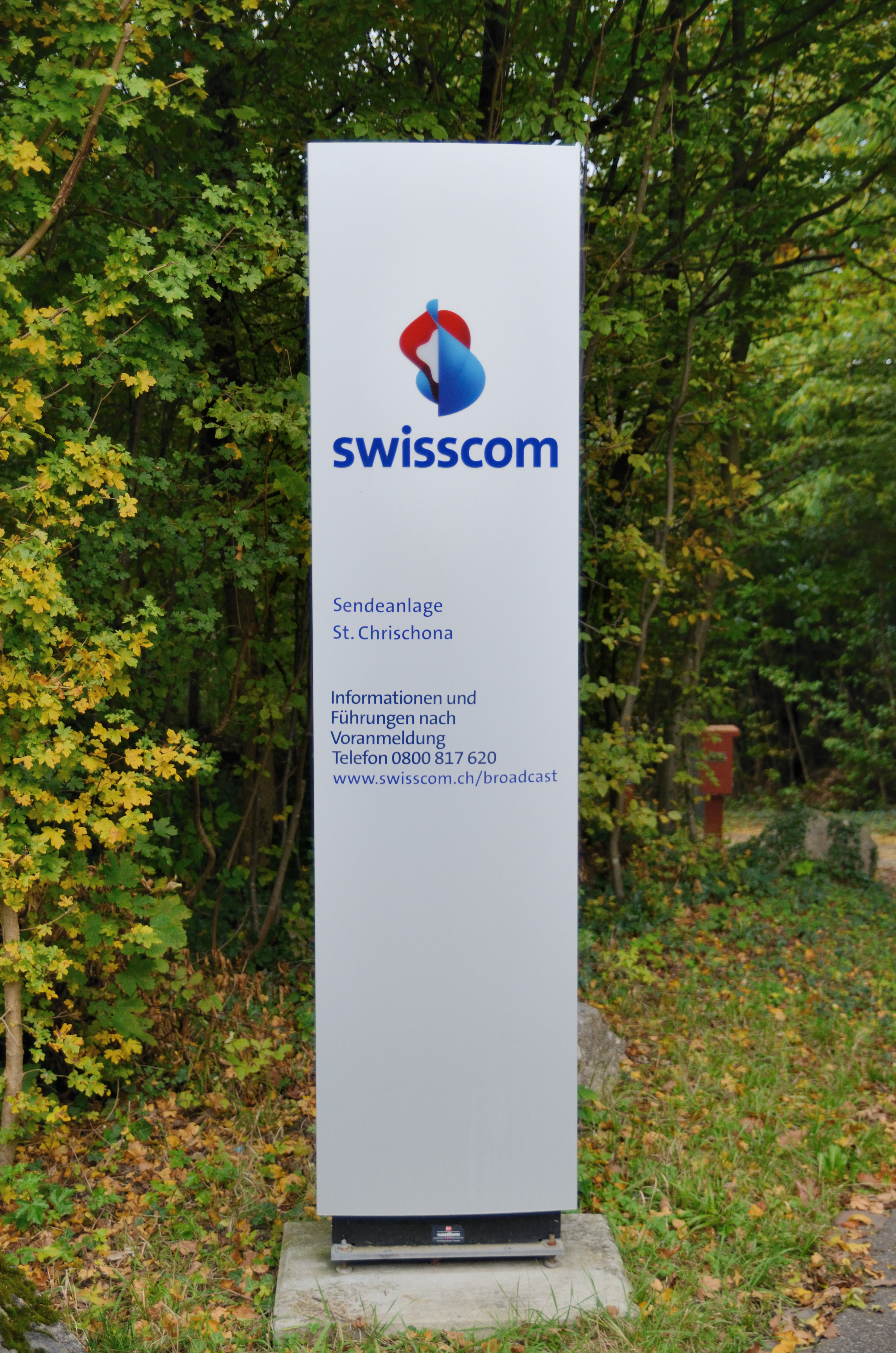
Infostele des Betreibers Swisscom

Die Mehrzweckanlage St. Chrischona wird grundsätzlich fernüberwacht und -gesteuert. Betriebspersonal vor Ort wird lediglich für Wartungsarbeiten und zur Behebung von Störungen benötigt. Wenn sich Mitarbeiter im Turm aufhalten, ermöglichen zwei Alarmzentralen im Gebäude den Überblick über den Schalt- und Betriebszustand. Ansonsten werden die Informationen zum Radio- und Fernsehdienst an eine Leitstelle der Fernmeldekreisdirektion Basel-St. Alban übertragen. Innerhalb des Turmschafts verkehren ein Personen- und ein Warenaufzug. Der Personenaufzug für bis zu acht Personen bewegt sich mit einer Fahrtgeschwindigkeit von 4 m/s und bewältigt die 150 m Höhendifferenz in rund 40 Sekunden. Der Warenaufzug für bis zu 2 Tonnen Fracht benötigt für dieselbe Strecke 94 Sekunden.
Rund 60 % der an die Leistungssender zugeführten elektrischen Energie fallen als Abwärme an. Aufgrund der Wärmerückgewinnung entfiel die Installation einer Öl- oder Gasheizung. Die etwa 55 Grad Celsius warme Abluft der UKW- und Fernsehsender wird zur Heizung der Räume im Sockelbau verwendet. Die übrigen Räume im Sockelbau werden über einen Wärmetauscher geheizt, der die Abwärme nutzt. Die Geschosse im Turmkorb werden wegen zu grossen Wärmeverlusts des Schaftes im Bedarfsfall nur elektrisch geheizt. Die Wasserversorgung im Bauwerk wird über das eigene Reservoir gewährleistet.

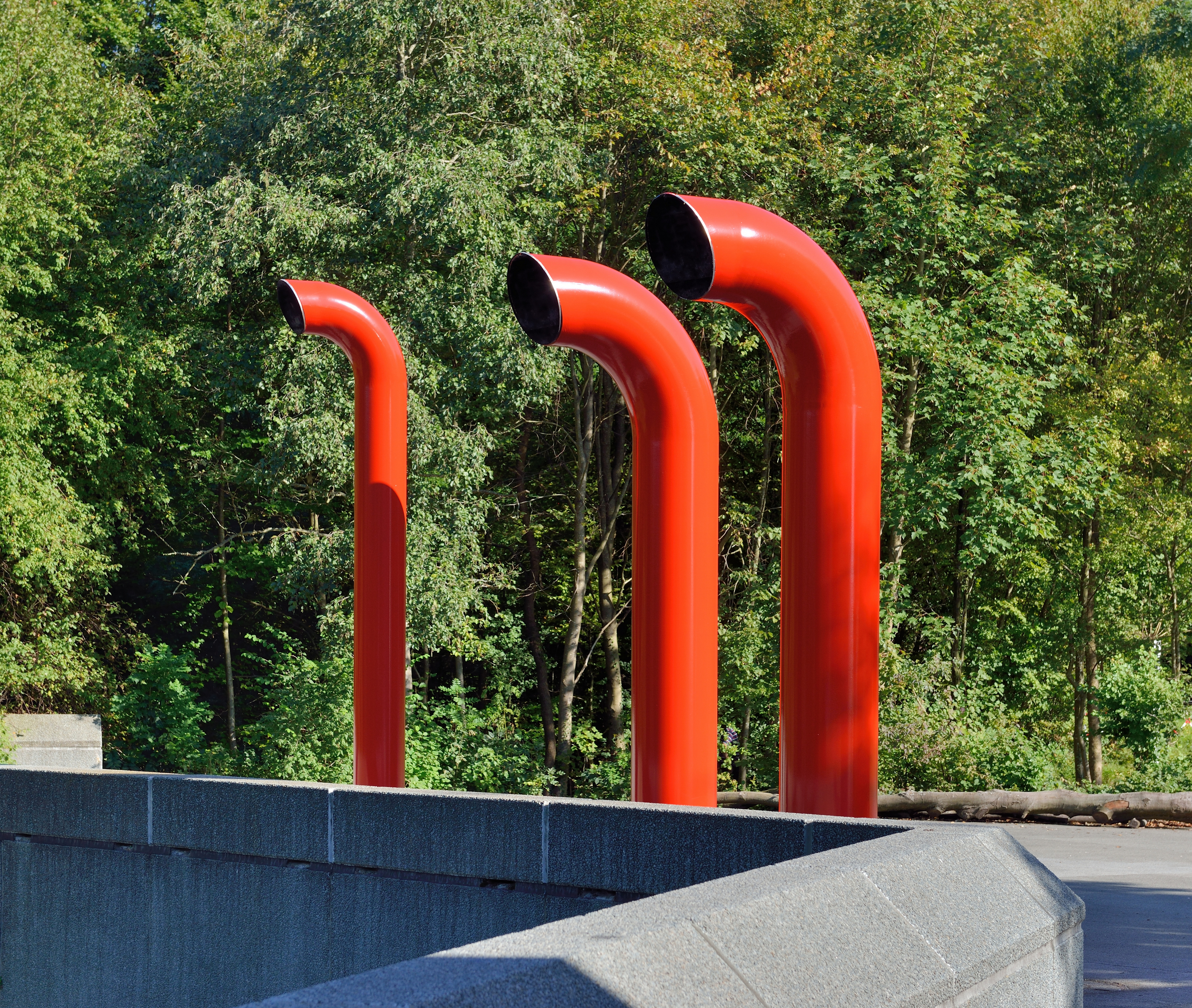
Abluftrohre

Zur Infrastruktur der Sendeanlage gehören zwei Systeme für Ventilation der Räume und Sendeanlagen. Die Raumventilation hält innerhalb vorgegebener Grenzen die Temperatur ein, wogegen die Senderventilation direkt an die Anlagen angeschlossen ist und die unterschiedlich anfallende Wärme abführen muss. Aus Optimierungsgründen ist die Senderventilation unterhalb der Sendeanlagen im 2. Untergeschoss angebracht. Die restlichen Räume in den Untergeschossen erhalten Aussenluft oder die Abluft wird vor der Emission nochmals zur Lufterneuerung verwendet. Im Aussenbereich auf dem Sockelbau befinden sich drei rote Lüftungsrohre der Lüftungsanlage.
Da Bauwerke dieser Höhe, dazu noch auf so einer exponierten Lage, jährlich mehrfach Blitzschlägen ausgesetzt sind, ist ein besonderes Blitzschutzkonzept notwendig. Da der Turm aus Stahlbeton erbaut wurde, leitet er bei einem Einschlag den Strom automatisch ab. Über verschweisste Betonarmierungen und ein einwandfreies Erdnetz hätte es für den Personenschutz ausgereicht. Allerdings mussten zusätzlich hochsensible Anlagen vor Blitzeinschlägen geschützt werden. Ohne weitere Schutzmassnahme würde bei einem Einschlag eine Spannung zwischen dem Unter- und Obergeschoss zwischen 5 kV und 10 kV induziert werden, was die Apparaturen beschädigen würde. Aus diesem Grund wurde eine Reihe von Schutzkonzepten durchgeführt. Dazu gehört eine entsprechende Metallummantelung der kabelführenden Schächte und Räume.
Die Wirksamkeit der getroffenen Massnahmen wurde schon während der Bauphase und schliesslich nach der Inbetriebnahme durch Simulation und auch mit Strom- und Spannungs-Messungen von in den Turm einschlagenden Blitzen und deren Auswirkungen ermittelt. Zudem diente die Anlage auch zur Optimierung und Kalibrierung des von der PTT in den Jahren 1989 bis 1998 mitentwickelten und betriebenen Blitzortungssystems.

### Stromversorgung und Notfallsysteme
Der Fernsehturm wird über das öffentliche Stromnetz mit zwei 6-kV-Leitungen versorgt. Zwei Transformatoren von je 630 kVA wandeln die Spannung auf 400 V bzw. 230 V um. Die Gesamtleistung aller Sender und Hilfseinrichtungen beträgt rund 550 kW.
Bei Stromausfall übernehmen zwei 270-kW-Dieselnotaggregate die Stromversorgung. Da diese einige Sekunden benötigen, um betriebsbereit zu sein, sorgen zur Überbrückung zwei parallelgeschaltete Akkumulator-Batterien von je 800 Ah Kapazität und eine 48-Volt-Gleichrichteranlage für die lückenlose Aufrechterhaltung der Stromversorgung. Die Versorgungssicherheit des Sendebetriebs wird auch dadurch sichergestellt, dass alle Sender doppelt vorhanden sind.
Zu den Sicherheitsvorkehrungen gehört auch eine bauliche Massnahme für den Katastrophenfall. Bei extremem Winddruck oder heftigen Erderschütterungen ist an einer definierten Stelle am Turmschaft eine Sollbruchstelle einkalkuliert, die das Bauwerk oberhalb dieser Stelle abbrechen lässt. Unterhalb der Stelle befinden sich Notfallantennen für die Rundfunkversorgung, damit diese auch in so einem Fall sichergestellt werden kann. Der Turm soll Druckwellen standhalten, die von einer fünf Kilometer entfernt einschlagenden Atombombe verursacht werden; über die Stärke der Bombe wurde allerdings nichts gesagt.

## Nutzung

### Überblick

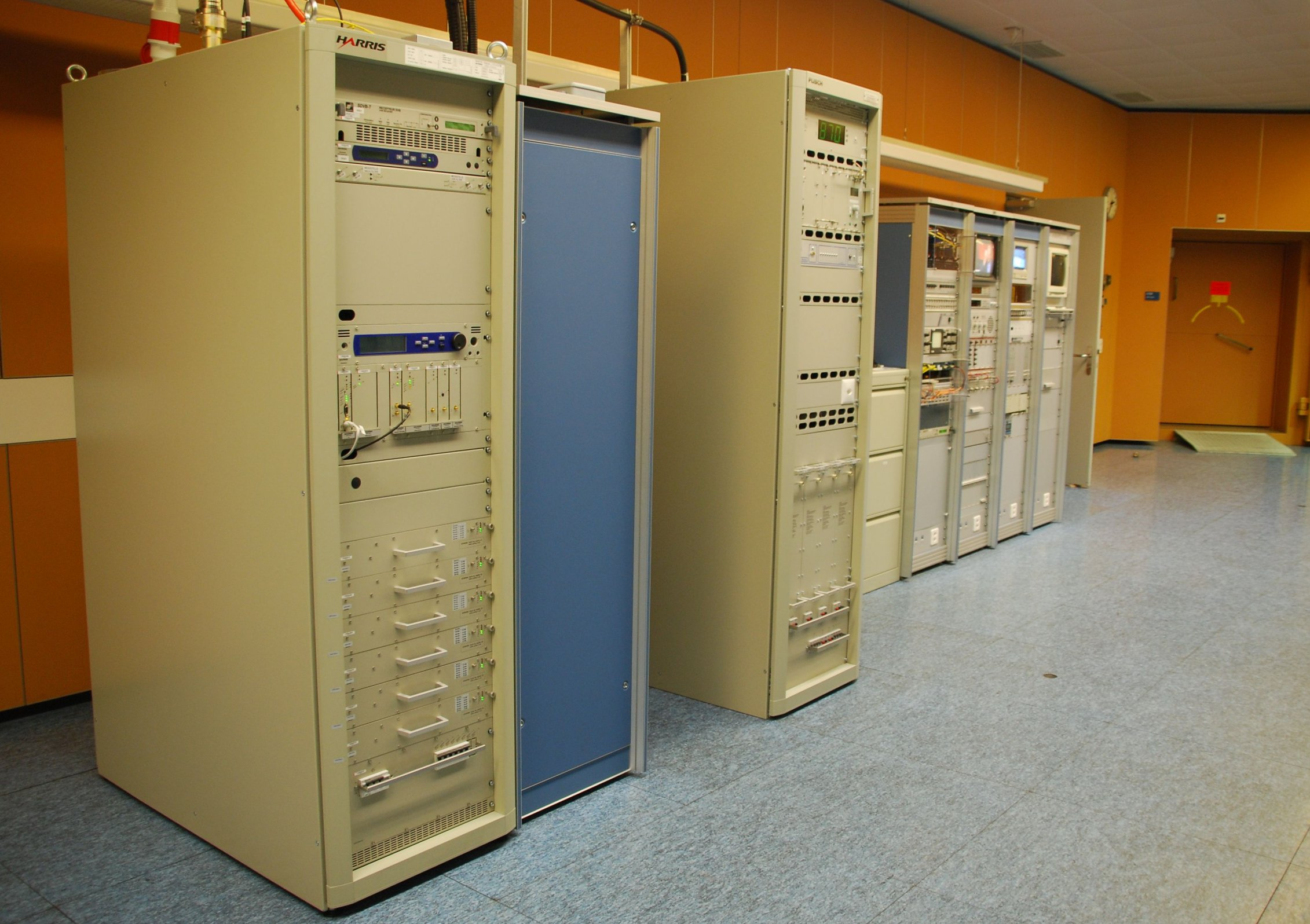
Senderaum mit den Anlagen für Digitalfernsehen und Radioprogramme

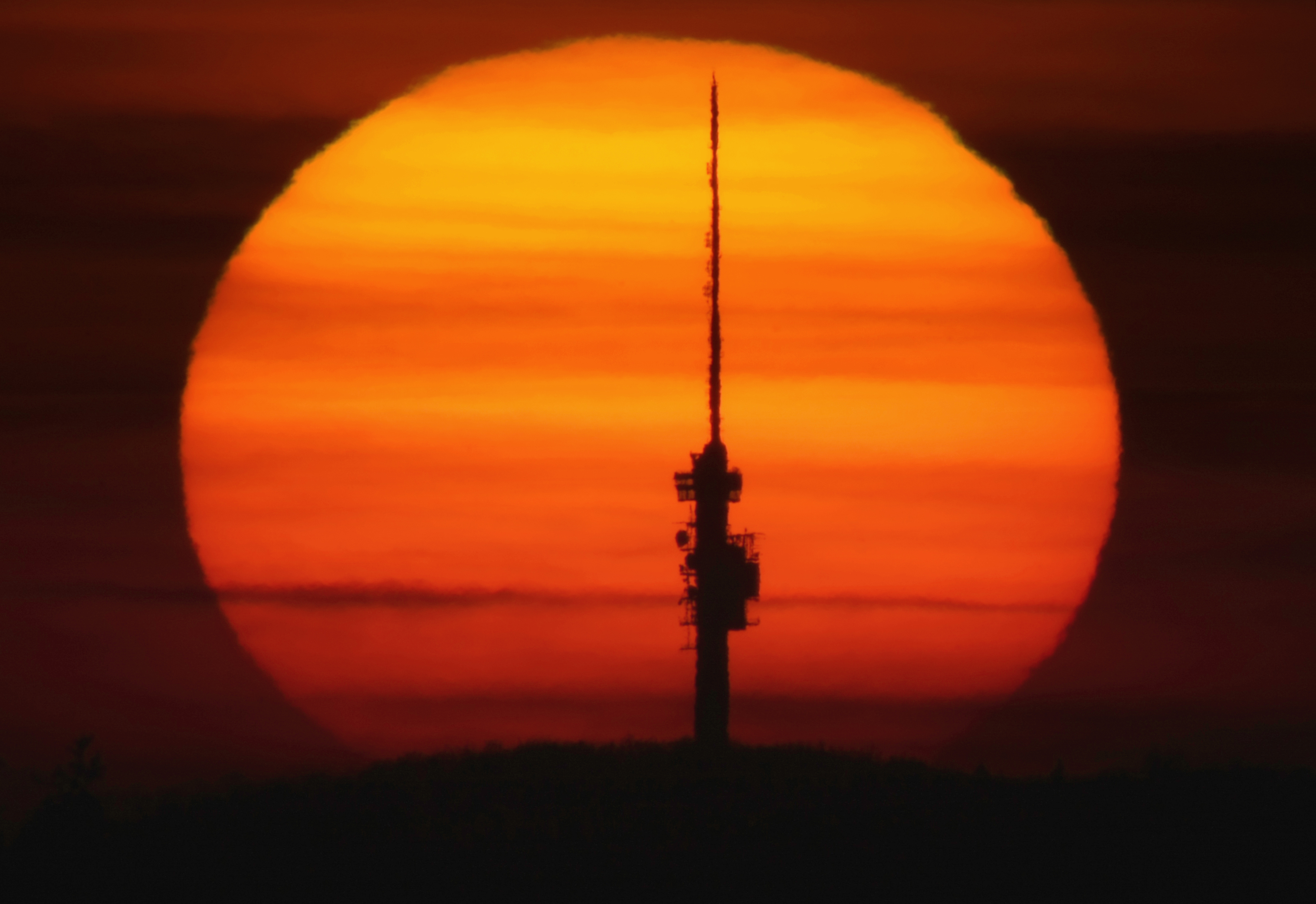
Der Turm bei Sonnenuntergang

Der Fernsehturm St. Chrischona wird mit seinen Sendeanlagen für die Abstrahlung von Radioprogrammen und zur Übertragung von Funk- und Telefonwellen genutzt. Der Sendebetrieb von Fernsehprogrammen wurde am 3. Juni 2019 eingestellt. Der Sprechfunk der Kantonspolizei Baselland wird über die Sender des Turms ebenso abgewickelt wie die des internationalen Rheinfunks. Der Sendeturm St. Chrischona stellt damit den Bedienungsbereich für den Binnenschifffahrtsfunk zwischen Breisach und Rheinfelden her.
Ebenfalls sind an der Turmspitze Messinstrumente für Wettervorhersage und Lufthygiene angebracht. Im Katastrophenfall kann der Turm als Notrufsender eingesetzt werden. Ausserdem dient er im Rahmen der Wasserversorgung durch die IWB als Wasserturm für die Gemeinde Bettingen. Der Turm auf St. Chrischona ist dabei einer von insgesamt 14 Pumpstationen und Reservoirs im Kanton Basel-Stadt.
Die rund 100 m lange rot-weisse Antenne ist in vier Abschnitte unterteilt. Von unten nach oben sind es die Abschnitte für die Abstrahlung von UKW ab 152,21 m Höhe, Funkdienst, digitales Fernsehen ab 174,75 m Höhe. Das analoge Fernsehen wurde ab 213,05 m Höhe ausgestrahlt.
Der Sendeturm diente anfangs auch als Schaltstation für Ferngespräche, die per Richtfunk weitergeleitet wurden. Verbindungen dafür bestanden über das Jungfraujoch nach Zürich, über den Chasseral nach Bern, über den Sender Feldberg zum Fernmeldeturm Waldenbuch bei Stuttgart sowie über den Sender Hochrhein nach St. Blasien, zum Sender Donaueschingen und zum Sendeturm Mulhouse-Belvédère in Frankreich. Gegenwärtig bestehen Richtfunkverbindungen in die Stadt Basel (9 km), Liestal (12 km), Sendeanlage Nods Chasseral (68 km), Les Ordons (41 km), Mettau (34 km), Jungfraujoch (116 km), Titlis (105 km), Säntis (130 km), Rodersdorf (20 km), Ziefen (16 km), Zeiningen (14 km) sowie zum Sender Blauen (23 km) und Feldberg (41 km) in Deutschland.

### Analoger Hörfunk (UKW)
| Frequenz (MHz) | Programm               | RDS PS   | RDS PI | Regionalisierung  | ERP (kW) | Antennendiagramm rund (ND)/gerichtet (D) | Polarisation horizontal (H)/vertikal (V) |
| -------------- | ---------------------- | -------- | ------ | ----------------- | -------- | ---------------------------------------- | ---------------------------------------- |
| 94,5           | Radio X                | Radio_X_ | 40FF   | –                 | 0,9      | D (190–260°)                             | V                                        |
| 101,7          | Energy Basel           | ENERGY__ | 4F0E   | –                 | 4        | D (100–250°)                             | V                                        |
| 107,6          | Radio Basilisk         | BASILISK | 4F05   | –                 | 4        | D (100–250°)                             | V                                        |
| 87,9           | SWR1 Baden-Württemberg | SWR1_BW_ | D301   | –                 | 5        | D (20–110°)                              | H                                        |
| 92,0           | SWR Kultur             | SWR_Kult | D3A2   | Baden-Württemberg | 5        | D (20–110°)                              | H                                        |
| 98,3           | SWR3                   | __SWR3__ | D3A3   | Baden / Kurpfalz  | 5        | D (20–110°)                              | H                                        |
| 89,5           | SWR4 Baden-Württemberg | SWR4_FR_ | DB04   | Radio Südbaden    | 5        | D (20–110°)                              | H                                        |

Am 1. Januar 2025 hat die SRG die UKW-Ausstrahlung folgender Programme beendet:
| Frequenz (MHz) | Programm           | RDS PS            | RDS PI                | Regionalisierung | ERP (kW) | Antennendiagramm rund (ND)/gerichtet (D) | Polarisation horizontal (H)/vertikal (V) |
| -------------- | ------------------ | ----------------- | --------------------- | ---------------- | -------- | ---------------------------------------- | ---------------------------------------- |
| 90.6           | Radio SRF 1        | SRF_1_BS _SRF_1__ | 47B1 (regional), 43B1 | Basel            | 33       | D (90–260°)                              | H                                        |
| 99,0           | Radio SRF 2 Kultur | _SRF_2__          | 43B2                  | –                | 33       | D (90–260°)                              | H                                        |
| 103,6          | Radio SRF 3        | _SRF_3__          | 43B3                  | –                | 33       | D (90–260°)                              | H                                        |

### Digitales Radio (Digital Audio Broadcasting)
DAB wird in vertikaler Polarisation und im Gleichwellenbetrieb mit anderen Sendern ausgestrahlt.
| Block                      | Programme | ERP (in kW) | Antennendiagramm rund (ND), gerichtet (D) | Gleichwellennetz (SFN) |
| -------------------------- | --- | ----------- | ----------------------------------------- | --- |
| 12C SRG SSR D01 (SUI0001A) | DAB-Block der SRG SSR idée suisse: - Radio SRF 1 AG SO+ (64 kbit/s DAB+) - Radio SRF 1 BE FR VS+ (64 kbit/s DAB+) - Radio SRF 1 BS+ (64 kbit/s DAB+) - Radio SRF 1 GR+ (64 kbit/s DAB+) - Radio SRF 1 LU+ (64 kbit/s DAB+) - Radio SRF 1 SG+ (64 kbit/s DAB+) - Radio SRF 1 ZH SH+ (64 kbit/s DAB+) - Radio SRF 2 Kultur+ (96 kbit/s DAB+) - Radio SRF 3+ (72 kbit/s DAB+) - Radio SRF 4 News+ (56 kbit/s DAB+) - Radio SRF Musikwelle+ (72 kbit/s DAB+) - Radio SRF Virus+ (72 kbit/s DAB+) - RSI Rete Uno+ (72 kbit/s DAB+) - RTS Première (72 kbit/s DAB+) - Radio Rumantsch+ (72 kbit/s DAB+) - Radio Swiss Pop+ (64 kbit/s DAB+)                         | 10          | D                                         | - Aargau: Baden-Freienwil (Hörndli), Frick (Frickberg), Hellikon, Magden (Hofacker Wasserreservoir), Reuenthal (Ried), Rietheim, Villigen (Geissberg), Wasserflue - Appenzell Ausserrhoden: Herisau (Ramsen) - Basel-Land: Langenbruck, Läufelfingen, Liestal (Seltisberg), Nenzlingen (Eggflue), Sissach (Metzenholden), Waldenburg (Richtiflu), Ziefen (Chöpfli) - Basel-Stadt: Basel (St. Chrischona) - Bern: Adelboden (Wintertal), Bern (Bantiger), Biel-Magglingen (Evilard Hohmatt), Boltigen (Jaunpass chline Bäder), Brienz (Wellenberg), Burgdorf-Oberburg (Rothöchi), Chasseral, Diemtigen (ufem Chrütz), Diemtigen (Zwischenflüh), Dornegg (Rütschelen), Eggiwil (Hinterer Girsgrat), Gadmen-Hopflauenen (Hopflauiwald), Heimenschwand (Buchholterberg Schafegg), Höfen (Beisseren), Ins (Schaltenrain-Fürstengräber), Kandersteg (Büel), Köniz (Ulmizberg), Konolfingen (Neuhaus), Langnau im Emmental (Hirschmatt), Lauterbrunnen (Männlichen), Lenk-Metschstand (Hahnenmoos), Niederhorn, Saanen (Hornfluh), Wyssachen (Mösli), Zweisimmen (Heimersberg-Hüppiweid) - Freiburg: Flamatt (Sonnhalde Silo), Guggisberg (Gusteren Zollhaus), Gurmels (Cordast) - Glarus: Engi (Lindenbodenberg), Glarus (Bergli), Linthal-Braunwald (Nussbüel-Schleimen) - Graubünden: Valzeina (Mittagplatte) - Luzern: Escholzmatt (Wiggen Mittlist Äbnit), Geuensee (Höchweidwald), Schüpfheim (Vöglisbergegg), Sörenberg (Rischli), Willisau (Aegerten), Wolhusen - Nidwalden: Engelberg-Wolfenschiessen (Stöck) - Obwalden: Melchtal (Kerns), Sarnen-Obstalden (Moosacher) - Schaffhausen: Altdorf, Bargen, Schleitheim (Mattenhof-Birbiste), Thayngen (Wippel) - Schwyz: Einsiedeln (Chummerweid), Oberiberg (Gadenstatt), Rigi (Kulm) - Solothurn: Balsthal (Erzmatt), Grindel (Moretchopf), Kleinlützel (Buschlen), Mümliswil (Regenrain), Olten (Engelberg), Rodersdorf (Grundacker), Solothurn-Oberdorf (Nesselboden), Welschenrohr (Räckholderhube) - St. Gallen: Mels-Weisstannen (Eggli), Pfäfers-Vättis (Vättnerberg-Geisegg), Rorschach, Rüthi (Bismer), St. Gallen (Chirchli Peter und Paul), Wattwil (Chapf), Wildhaus (Säntis), Ziegelbrücke (Biberlichopf) - Thurgau: Bischofszell Sitterdorf (Pierchäller), Elgg (Schneitberg), Fischingen-Dussnang (Tolebärg), Mammern (Seehalde), Ottenberg, Sirnach (Sirnachberg Bärgholz), Weiningen (Haslibuck) - Uri: Andermatt (Bäzberg), Andermatt (Nätschen), Attinghausen (Schiltwald), Spiringen-Bürglen (Eggenbergli), Wassen-Meien (Holderen) - Wallis: Binn (Giesse), Ferden (Färdaried), Feschel (Wilerzälg), Gondo (Alpje), Leukerbad (Bodmen), Saas-Fee (Plattjen), Visperterminen (Gebidem), Zermatt (Riffelalp), Zwischbergen-Simplon (Feerberg) - Zürich: Bachtel Kulm, Bülach (Eschenmosen), Schaffhausen (Cholfirst), Steg-Fischenthal (Waldsberg), Wildberg (Egg Drifurri), Winterthur (Brüelberg), Zürich (Uetliberg), Zürich (Zürichberg) - Deutschland: Bad Säckingen (Eggberg), Konstanz (Fernmeldeamt), Hohentengen (Wannenberg) - Österreich: Bregenz (Pfänder) |
| 7A SMC D03 N-CH SUI0002B   | DAB-Block der SwissMediaCast: - Couleur 3 (64 kbit/s DAB+) - Option Musique (64 kbit/s DAB+) - Swiss Classic (64 kbit/s DAB+) - Swiss Jazz (64 kbit/s DAB+) - Radio 1 (64 kbit/s DAB+) - Sunshine Radio (64 kbit/s DAB+) - Basilisk (64 kbit/s DAB+) - Radio Gloria (64 kbit/s DAB+) - Freundes-Dienst (64 kbit/s DAB+) - Rockit Radio (64 kbit/s DAB+) - Radio Grischa (64 kbit/s DAB+) - Virgin Rock (64 kbit/s DAB+) - GOAT Radio (64 kbit/s DAB+) - Radio FM1 (64 kbit/s DAB+) - Energy Luzern (64 kbit/s DAB+) - Schlagerradio (64 kbit/s DAB+) - Klassik Radio (64 kbit/s DAB+) - Thaalam Thamil 1 (64 kbit/s DAB+) - Sunshine Live CH (64 kbit/s DAB+) | 4,7         | ND                                        | - Aargau: Baden-Freienwil (Hörndli), Frick (Frickberg), Villigen (Geissberg), Wasserflue - Basel-Land: Läufelfingen, Nenzlingen (Eggflue), Sissach (Metzenholden), Waldenburg (Richtiflu), Ziefen (Chöpfli) - Basel-Stadt: Basel (St. Chrischona) - Glarus: Engi (Lindenbodenberg), Linthal-Braunwald, Sool (Trogsite) - Graubünden: Valzeina (Mittagsplatte) - Luzern: Escholzmatt-Wiggen (Mittlist Äbnit), Geuensee (Höchweidwald), Schüpfheim (Vöglisbergegg), Sörenberg (Rischli), Willisau (Ankenloch) - Obwalden: Engelberg-Wolfenschiessen (Stöck) - Schaffhausen: Osterfingen (Rossberg) - Schwyz: Einsiedeln (Chummerweid), Oberiberg (Gadenstatt), Rigi (Kulm) - Solothurn: Olten (Engelberg) - St. Gallen: Ziegelbrücke (Biberlichopf) - Thurgau: Elgg (Schneitberg) - Uri: Amsteg-Gurtnellen (Unter Axeli), Andermatt (Bäzberg), Attinghausen (Schiltwald) - Zürich: Bachtel-Kulm, Bülach (Eschenmosen), Steg-Fischenthal (Waldsberg), Wildberg (Tössegg), Winterthur (Brüelberg), Zürich (Uetliberg), Zürich (Zürichberg) - Deutschland [bwü]: Eggberg, Waldshut (Aarberg), Wannenberg |
| 7D SMC_D02 (SUI0001F)      | DAB-Block der SwissMediaCast: - Rete Tre (64 kbit/s DAB+) - Radio Eviva (64 kbit/s DAB+) - Radio Life Channel (64 kbit/s DAB+) - Energy Zürich (64 kbit/s DAB+) - Energy Basel (64 kbit/s DAB+) - Energy Bern (64 kbit/s DAB+) - Radio Maria (64 kbit/s DAB+) - Radio Argovia (64 kbit/s DAB+) - Radio Top (64 kbit/s DAB+) - Radio Central (64 kbit/s DAB+) - Radio 24 (64 kbit/s DAB+) - ERF Plus (64 kbit/s DAB+) - Radio Zürisee (64 kbit/s DAB+) - Radio Pilatus (64 kbit/s DAB+) - Vintage Radio (64 kbit/s DAB+) - Flashback FM (64 kbit/s DAB+) - Radio Central 2 (64 kbit/s DAB+) - Radio Melody (64 kbit/s DAB+)                                    | 4,6         | D                                         | - Aargau: Baden-Freienwil (Hörndli), Frick (Frickberg), Villigen (Geissberg), Wasserflue - Appenzell Ausserrhoden: Herisau (Ramsen), Schwellbrunn (Fuchsacker), Wildhaus (Säntis) - Bern: Adelboden (Wintertal), Adlemsried, Bern (Bantiger), Biel (Bözingenberg), Diemtigen (ufem Chrütz), Burgdorf-Oberburg (Rothöchi), Geissholz, Höfen (Beisseren), Huttwil (Hohfuren), Kandersteg (Büel), Langnau i.E. (Hirschmatt), Lauterbrunnen (Männlichen), Lenk-Metschstand (Hahnenmoos), Matten (Chlyne Ruuge), Saanen (Hornfluh), Zweisimmen (Heimersberg-Hüppiweid) - Basel-Land: Nenzlingen (Eggflue), Sissach (Metzenholden) - Basel-Stadt: Basel (St. Chrischona) - Freiburg: Fribourg (Hôpital) - Glarus: Engi (Lindenbodenberg), Linthal-Braunwald (Nussbüel-Schleimen), Sool (Trogsite) - Graubünden: Arosa-Dorf (Hinterwald), Davos-Dischma (Dorfberg), Klosters (Gotschnagrat), Medel-Curaglia (Vergera), Mon (Scarnoz), Morissen (San Carli), Trun (Axenstein 411), Valzeina (Mittagplatte), Versam (Uaul Scardanal) - Luzern: Geuensee (Höchweidwald), Schüpfheim (Vöglisbergegg), Sörenberg (Rischli), Willisau (Ankenloch) - Nidwalden: Engelberg-Wolfenschiessen (Stöck) - St. Gallen: Rüthi (Bismer), St. Gallen (Chirchli Peter und Paul), Strichboden, Wattwil (Chapf), Ziegelbrücke (Biberlichopf) - Schaffhausen: Altdorf (Ried), Osterfingen (Rossberg), Schaffhausen (Cholfirst), Schleitheim (Mattenhof-Birbiste) - Solothurn: Balsthal (Erzmatt), Olten (Engelberg), Solothurn-Oberdorf (Nesselboden) - Schwyz: Einsiedeln (Chummerweid), Oberiberg (Gadenstatt), Rigi (Kulm) - Thurgau: Bischofszell Sitterdorf (Pierchäller), Mammern (Seehalde), Sirnach (Sirnachberg Bärgholz), Weiningen (Haslibuck) - Uri: Amsteg-Gurtnellen (Unter Axeli), Andermatt (Bäzberg), Attinghausen (Schiltwald) - Zürich: Bülach (Eschenmosen), Bachtel Kulm, Steg-Fischenthal (Waldsberg), Winterthur (Brüelberg), Zürich (Uetliberg), Zürich (Zürichberg) - Deutschland: Bad Säckingen (Eggberg), Konstanz (Fernmeldeamt), Waldshut (Aarberg), Hohentengen (Wannenberg) - Österreich: Bregenz (Pfänder) |
| 10A DIG D04 – BS SUI?????  | DAB-Block der Digris: - OPENBROADCAST (72 kbit/s DAB+) - MAXXIMA BS+ (72 kbit/s DAB+) - Jam On Radio (72 kbit/s DAB+) - SPOON RADIO BS+ (72 kbit/s DAB+) - Kanal K (72 kbit/s DAB+) - 3fach (72 kbit/s DAB+) - Radio X (72 kbit/s DAB+) - toxic.fm (72 kbit/s DAB+) - RaBe (72 kbit/s DAB+) - BASELMAX (72 kbit/s DAB+) - 105 DJ Radio BS (72 kbit/s DAB+) - MultiKulti Radio (80 kbit/s DAB+) - Radio Bern 1+ (72 kbit/s DAB+) - Lifestyle 74 (48 kbit/s DAB+) | 2,6         | D                                         | - Basel-Stadt: Basel (St. Chrischona) |

### Digitales Fernsehen (DVB-T)

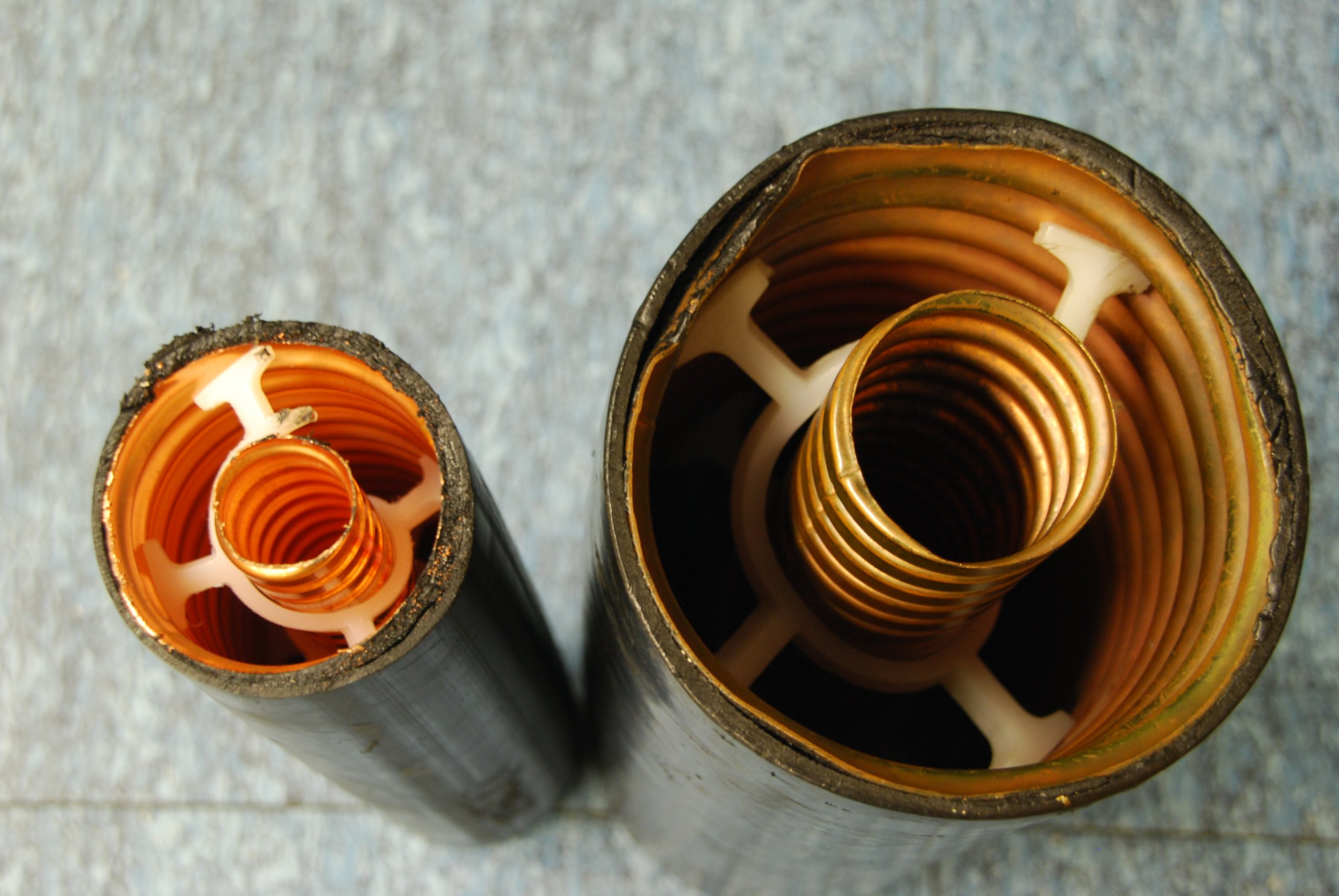
Koaxialkabel im Fernsehturm St. Chrischona zur Datenübertragung, im Vergleich: links für digitales Fernsehen, rechts für analoges Fernsehen

Bis zum 3. Juni 2019 abgestrahlte Programme:
| Kanal | Frequenz (MHz) | Programmpaket | Programme                                   | ERP (kW) |
| ----- | -------------- | ------------- | ------------------------------------------- | -------- |
| 31    | 554            | SRG D1        | SRF 1, SRF zwei, SRF info, RTS Un, RSI LA 1 | 0,6      |

### Analoges Fernsehen (PAL)
Vor der Umstellung auf DVB-T diente der Sendestandort weiterhin für analoges Fernsehen.
Seit dem 26. November 2007 werden keine analogen Fernsehprogramme mehr vom Fernsehturm St. Chrischona abgestrahlt.
| Kanal | Frequenz (MHz) | Programm | ERP (kW) | Sendediagramm rund (ND)/ gerichtet (D) | Polarisation horizontal (H)/ vertikal (V) |
| ----- | -------------- | -------- | -------- | -------------------------------------- | ----------------------------------------- |
| 11    | 217,25         | SF 1     | 38       | ND                                     | H                                         |
| 46    | 671,25         | TSR 1    | 105      | ND                                     | H                                         |
| 49    | 695,25         | SF zwei  | 105      | ND                                     | H                                         |

Das italienische Fernsehprogramm der Schweiz TSI 1 kam vom deutschen Standort Obertüllingen in Lörrach.

### Übersichtsbeiträge
- Projekt für den Fernsehturm St. Chrischona, Basel. In: Werk – Archithese, Band 62, Nr. 9, Bund Schweizer Architekten 1975, S. 797 (Digitalisat).
- Anton Haldemann: Die Mehrzweckanlage St. Chrischona = L’installation à usages multiples de St-Chrischona, Technische Mitteilungen PTT. Bern. 59 (1981) 9, S. 340–342, 369.
- Georg-Ludwig Radke: Frisch gefunkt in St. Chrischona: Turmbau zu Basel in: Funkschau, Zeitschrift für Unterhaltungselektronik und Kommunikationstechnik. München 1984, 23, S. 78–80.
- Anton Haldemann: PTT-Mehrzweckanlage St. Chrischona = Installation à usages multiples des PTT de St-Crischona, Technische Mitteilungen PTT. Bern. 62 (1984) 8, S. 272–284.
- Armin de Toffol: Der eleganteste Riese der Schweiz = Le géant le plus élégant de Suisse = Il colosso più elegante di tutta la Svizzera, PTT-Zeitschrift. Bern, 57 (1984) 8, S. 20–24.
- Hans Rudolf Riner: Mehrzweckanlage St. Chrischona, Hauszeitung Fernmeldekreisdirektion Zürich, 16 (1985–09), S. 3–7.
- R. Egloff, J. Frei, J. Kalak: Fernmeldeturm St. Chrischona, Basel (Schweiz). In: IABSE PERIODICA, 2/1985, S. 36.
- Erwin Heinle, Fritz Leonhardt: Türme aller Zeiten – aller Kulturen. 3. Ausgabe. Deutsche Verlags-Anstalt, Stuttgart 1997, ISBN 3-421-02931-8, S. 249.
- Dieter Wüthrich: Als die Mattscheibe noch ein Luxus war. In: Basler Stadtbuch 2004, S. 163–166. (Digitalisat)

### Einzelaspekte
- Eric Montandon: Blitzschutzkonzept für das PTT-Mehrzweckgebäude St. Chrischona = Mesures de protection contre la foudre pour le bâtiment à usages multiples des PTT de St-Chrischona, Technische Mitteilungen PTT. Bern, 59 (1981) 9, S. 343–356.
- Ratschlag betreffend Erstellung eines Wasserreservoirs im Fernsehturm St. Chrischona und der notwendigen Ergänzungsarbeiten zur Verbesserung der Wasserversorgung im Gebiet St. Chrischona, Basel 1981. (Digitalisat)
- Johannes Maier, Markus Baumann, Bruno Thürlimann: Messungen am Fernmeldeturm St. Chrischona. Birkhäuser 1989, Basel, ISBN 3-7643-2404-X.
- Eric Montandon: Messung und Ortung von Blitzeinschlägen und ihren Auswirkungen am Fernmeldeturm "St. Chrischona" bei Basel der schweizerischen Telecom PTT in: Elektrotechnik und Informationstechnik, OeVE-Verbandszeitschrift, 112. Jahrgang, Heft 6/1995 Blitzforschung, S. 283–289.